# Massacre de Srebrenica
Le génocide de Srebrenica, également appelé massacre de Srebrenica,, est le meurtre de masse de plus de 8 000 hommes et enfants musulmans bosniaques dans la région de Srebrenica, en Bosnie-Herzégovine, au mois de juillet 1995, durant la guerre de Bosnie-Herzégovine.
Ces tueries ont été perpétrées par des unités de l'armée de la république serbe de Bosnie (VRS) sous le commandement du général Ratko Mladić, appuyées par une unité paramilitaire de Serbie, les Scorpions,,, dans une ville déclarée « zone de sécurité » par l'Organisation des Nations unies (ONU). Celle-ci y maintenait une force d'environ 400 Casques bleus néerlandais, présents dans la région de Srebrenica au moment du massacre.
En juin 2017, les Pays-Bas ont été jugés partiellement responsables car leurs forces n'ont pas protégé les civils dans cette zone et ont autorisé la séparation des hommes et des femmes, après quoi les hommes ont été exécutés et les femmes expulsées,.
Ce crime est considéré comme le « pire massacre commis en Europe depuis la fin de la Seconde Guerre mondiale »,. Il est qualifié de génocide par le Tribunal pénal international pour l'ex-Yougoslavie (TPIY), et la Cour internationale de justice à plusieurs reprises,.
En 2005, la Chambre des représentants des États-Unis a pris position en faveur de l'hommage solennel aux victimes du génocide en Bosnie-Herzégovine. Elle a également appelé l'ONU à reconnaître sa part de responsabilité dans le génocide de Srebrenica, soulignant son incapacité à prendre des mesures adéquates pour empêcher de tels événements de se reproduire.
Le 9 juillet 2015, le Parlement européen a adopté une résolution rendant hommage aux victimes du génocide de Srebrenica. Cette résolution condamne sans équivoque le génocide, réaffirme l'engagement à prévenir toute répétition de telles atrocités, et rejette fermement toute tentative de nier, de minimiser ou de déformer la réalité de ce génocide.
Le programme officiel de l'Éducation nationale en France utilise également le terme de génocide pour ce crime. Celle-ci est cependant contestée par certains historiens spécialisés, ainsi que par beaucoup de Serbes,.
En 2021, le  Haut représentant de l'Union européenne a réitéré la reconnaissance du massacre de Srebrenica en tant que génocide. Il a toutefois souligné qu'une tendance à nier ce génocide persiste encore et a affirmé : « Toute tentative de révision de l'histoire, de négation du génocide et des crimes de guerre et de glorification des criminels de guerre doit cesser. ». Le 14 mai 2024, le porte-parole de l'UE a également mis en garde : « Ceux qui nient ou relativisent le génocide de Srebrenica n'ont pas leur place en Europe. ».
Des experts onusiens considèrent que ce génocide appartient à une vaste campagne de « nettoyage ethnique » en Bosnie multiculturelle,, mise en œuvre par les Serbes dans le but de créer un territoire « ethniquement pur » et le joindre à la Serbie. C’est le plan de création d'une « Grande Serbie »,,, idéologie qui apparaît en 1844 (Ilija Garašanin) et qui est toujours actuelle.

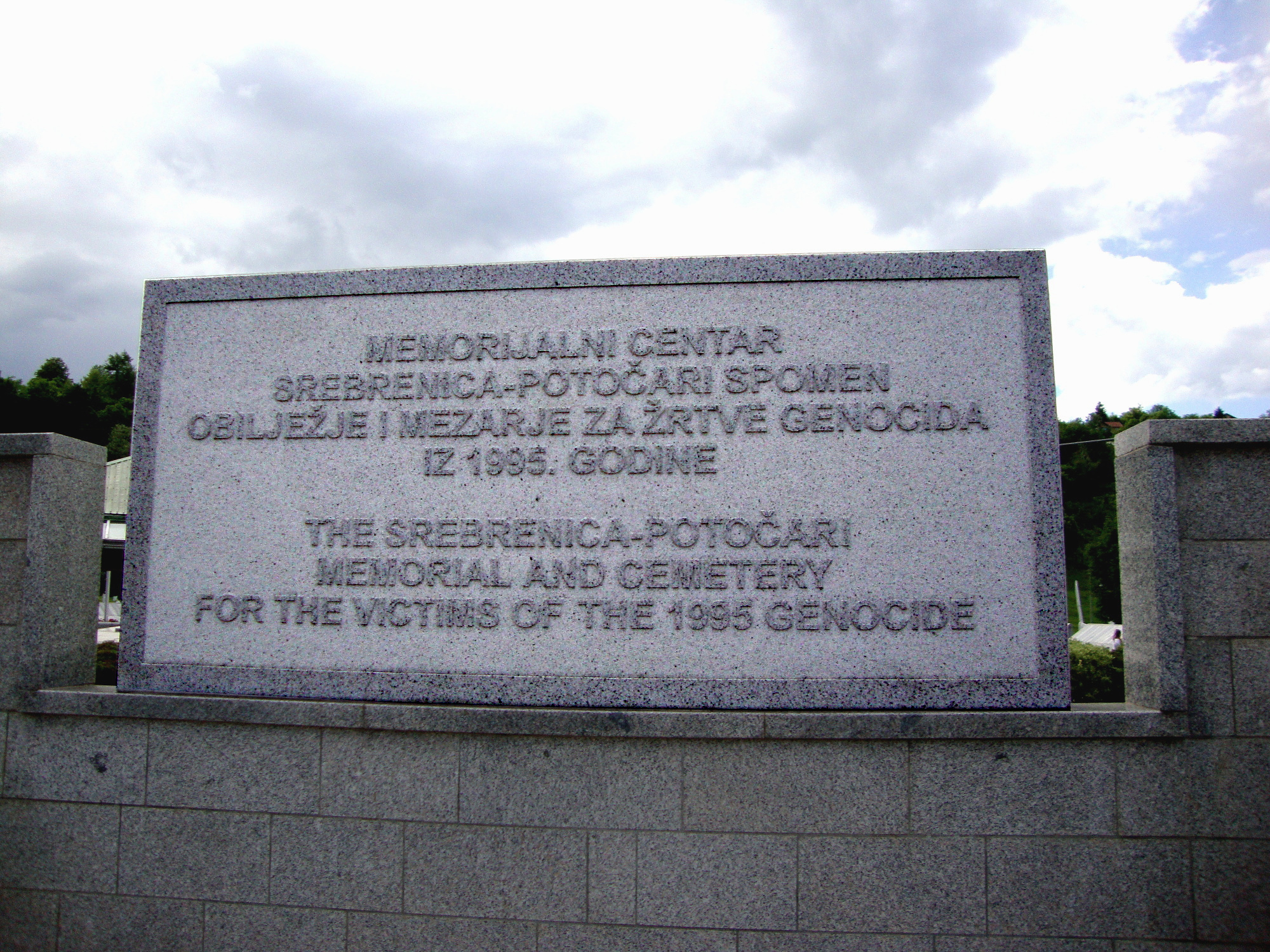
Mémorial de Srebrenica-Potočari et le cimetière des victimes du génocide.

Le 11 juillet de chaque année, des dizaines de milliers de personnes se retrouvent au mémorial de Potočari, créé en mémoire des victimes.
Cette journée a été proclamée « Journée internationale de réflexion et de commémoration du génocide commis à Srebrenica » lors d'un vote à l'ONU le 23 mai 2024,.
En 2024, l'identification et la ré-inhumation des corps se poursuivent, car toutes les victimes n'ont pas été retrouvées et de nombreux auteurs et commanditaires de ces crimes n'ont pas encore été traduits en justice.
Devant le Tribunal pénal international pour l'ex-Yougoslavie (TPIY) et la justice de Bosnie-Herzégovine, une quinzaine de personnes ont été reconnues coupables de génocide, parmi lesquelles les dirigeants politiques et militaires de l’entité république serbe de Bosnie, Radovan Karadžić et Ratko Mladić,.

## Chronologie

### Contexte

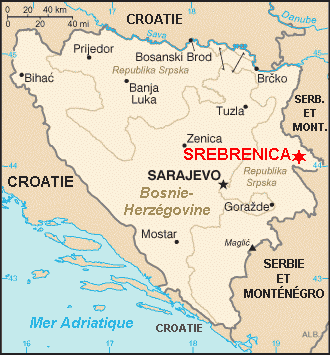
Srebrenica.

Après l'effondrement de la république fédérative socialiste de Yougoslavie et la guerre qui s’ensuivit, l'Armée populaire yougoslave (JNA), des Chetniks de Šešelj de Serbie, des unités spéciales serbes comme la Garde des volontaires serbes, ainsi que des groupes paramilitaires locaux serbes, ont commencé à mettre en œuvre en Croatie et en Bosnie le plan de Slobodan Milošević visant à créer une Grande Serbie englobant tous les territoires habités par des Serbes,. La république serbe de Krajina en Croatie et la république serbe de Bosnie se sont autoproclamées et ont entamé leur rattachement à la Serbie. En Bosnie, de nombreuses villes et régions à majorité bosniaque devaient être intégrées dans la République des Serbes de Bosnie, entraînant l'expulsion forcée des Bosniaques de ces territoires. Ainsi commença la prise de contrôle de vastes zones de la Bosnie orientale, où les Bosniaques constituaient la population principale mais que les Serbes considéraient comme partie intégrante de leur nouvel État, menant à une campagne de nettoyage ethnique contre les Bosniaques (« Musulmans ») dans la région,.  Le nettoyage ethnique, qui est une forme de génocide,, n’était pas un sous-produit involontaire de la guerre, mais une politique planifiée menée par l’establishment serbe en Serbie et en Bosnie-Herzégovine dans le cadre d’une stratégie plus large visant à créer un Grand Serbie,. Cette campagne est documentée par des milliers de témoignages de témoins oculaires et des rapports d’organisations internationales. En avril 1992, avant la formation de l'Armée de la république de Bosnie-Herzégovine en tant que seule force militaire régulière, de nombreuses villes à majorité bosniaque ont été occupées sans qu'une population non armée puisse opposer une résistance significative,. Dans les villes de l'est de la Bosnie occupées par la JNA et des paramilitaires serbes, telles que Zvornik,  Višegrad, Bijeljina,  Vlasenica, Rogatica et Foča, des massacres, des viols, des destructions de biens et des expulsions forcées de milliers de Bosniaques ont commencé . Des milliers de civils musulmans expulsés des villes et villages ont fui vers quelques enclaves isolées telles que Srebrenica, Žepa et Goražde, qui ont réussi à repousser l'attaque initiale des forces serbes. Ces enclaves devaient être éliminées afin de créer un territoire serbe homogène dans la vallée de la rivière Drina, puis de l'unir à la Serbie, effaçant ainsi la frontière que la rivière Drina formait depuis des siècles entre la Serbie et la Bosnie. Conformément à cet objectif, les forces serbes ont progressivement renforcé l'isolement de l'enclave de Srebrenica.
Dès avril 1992, l'Armée populaire yougoslave (JNA) positionne des pièces d'artillerie à chaque point stratégique sur les hauteurs entourant Srebrenica, redéployant également de nombreuses unités, retirées de la Croatie, dans la région située au bord de la rivière Drina, près de la frontière avec la Serbie. Le 8 avril 1992, les forces serbes prennent la ville de Zvornik, isolant ainsi Srebrenica de Tuzla. Le 11 avril 1992, elles s'emparent de Skelani, au sud-est de Srebrenica, et mettent en place des postes de contrôle sur la route de Srebrenica. Beaucoup de Serbes des régions périphériques et des villages ont rejoint les forces paramilitaires serbes, et, avec l'aide de la JNA qui leur fournissait armes et munitions, ont parfois participé directement aux attaques, pillant et détruisant les maisons bosniaques.
Le 16 avril 1992, les paramilitaires tchetniks de Šešelj, les unités spéciales d'Arkan et l'Armée populaire yougoslave (JNA) arrivent de Serbie dans la région de Bratunac, majoritairement peuplée de musulmans. En collaboration avec les Serbes de Bosnie, ils occupent la ville de Bratunac et les villages de sa municipalité, où ils expulsent, pillent et massacrent les civils musulmans. Comme lors du massacre de Glogova, où 64 personnes ont été tuées, environ 1 800 habitants ont été expulsés et leurs maisons incendiées.
Après la prise de Bratunac, les forces serbes lancent leur attaque sur Srebrenica le 18 avril 1992 : environ 5 000 obus d'artillerie sont tirés sur la ville et les villages bosniaques environnants. Ils ne rencontrent aucune résistance. Le jour même, les Serbes entrent dans la ville, où ils commencent à piller les biens, incendier les maisons et tuer les habitants qui, en raison de maladie ou de leur grand âge, ne sont pas en mesure de s'échapper dans les bois environnants. La plus jeune victime était un bébé âgé de 12 mois, Nezir Suljić.
Le 20 avril 1992, des formations militaires serbes essaient de pénétrer à Potočari, un village bosniaque près de Srebrenica. Elles sont interceptées par un groupe de villageois bosniaques armés de fusils de chasse ayant à sa tête Naser Orić. Les villageois ont mis en place une embuscade et ont tué quatre agresseurs qui appartenaient à une unité paramilitaire, les Garde des volontaires serbes (« Tigres d'Arkan »).
Les forces serbes se retirent de Srebrenica après la mort de leur chef, Goran Zekić, tué dans une embuscade le 8 mai 1992. Zekić avait été l'un des principaux organisateurs de la purification ethnique de la population bosniaque de Srebrenica et de Bratunac. Après sa mort, les Bosniaques peuvent retourner dans leur ville détruite et commencent à organiser une défense.
En mai 1992, après la reconnaissance internationale de la Bosnie en tant qu'État indépendant et la formation de l'Armée de la république de Bosnie-Herzégovine (ARBiH), l’Armée populaire yougoslave (JNA) est devenue une armée d'occupation étrangère dans ces régions. Pour éviter les critiques internationales, elle a été scindée en deux : l'armée de la république serbe de Bosnie (VRS) en Bosnie et l'Armée de Yougoslavie (VJ) en Serbie. Cette réorganisation a permis à Milošević de poursuivre ses objectifs avec les mêmes forces, mais sous des noms différents. Les forces serbes, désormais regroupées sous le nom de VRS, comprenaient l'ancienne JNA ainsi que des milices et des unités paramilitaires de Serbie et de Bosnie, toutes armées et soutenues par la VJ de Serbie. Ces forces étaient illégales en Bosnie, la seule armée légitime étant l'ARBiH.

### Siège de la ville
Cependant, bien que Srebrenica ait été libérée, la ville reste assiégée, totalement isolée et coupée des territoires contrôlés par la République de Bosnie-Herzégovine. Les forces serbes poursuivent leurs bombardements réguliers depuis la Serbie, utilisant des positions sur le mont Tara, où se situe le centre de formation des unités spéciales du ministère de l'Intérieur (MUP) de Serbie.
Dans l'affaire « Naser Orić », le Tribunal pénal international pour l'ex-Yougoslavie a conclu :
« D’avril 1992 à mars 1993, les Serbes ont soumis la ville de Srebrenica et les villages situés en territoire musulman à de multiples offensives, notamment à des attaques d’artillerie, des tirs isolés et, occasionnellement, à des bombardements aériens. Ces attaques suivaient toutes le même schéma. Des soldats et des paramilitaires serbes investissaient un village ou hameau musulman, appelaient la population à rendre les armes, puis commençaient à bombarder et à tirer sans discrimination. Dans la plupart des cas, ils entraient ensuite dans le village ou le hameau, chassaient ou tuaient les habitants, qui n’offraient que peu de résistance, et détruisaient leurs maisons. À cette époque, Srebrenica était chaque jour et de toutes parts la cible de bombardements indiscriminés. C’était surtout le village de Potočari, maillon stratégique de la ligne de défense autour de Srebrenica, qui essuyait les attaques quotidiennes de l’artillerie et de l’infanterie serbes. Par ailleurs, d’autres villages musulmans étaient systématiquement attaqués. Ces opérations ont jeté un grand nombre de réfugiés sur les routes et fait beaucoup de victimes. ».
En mars 1993, les forces serbes, renforcées par des unités venues de Serbie, lancent une offensive majeure qui réduit l’enclave de Srebrenica à un diamètre de 20 kilomètres. Cette opération ne relève pas d'une offensive militaire classique, mais se manifeste par des bombardements ciblés visant délibérément les villages environnants. Ces attaques causent la mort de nombreux civils et contraignent les survivants à fuir vers Srebrenica. Parmi les villages occupés figurent Kamenica (Višegrad), Cerska, Voljavica, Sase (Srebrenica), Osmače.
Dans la petite ville de Cerska, assiégée depuis dix mois et occupée le 2 mars 1993, des centaines de Bosniaques ont été tués et des milliers ont été expulsés vers Tuzla et Srebrenica. Les civils fuyant la ville ont été victimes d'embuscades tendues par les forces serbes,. Par ailleurs, les Serbes ont empêché l'ONU d'évacuer plus de 1 500 personnes grièvement blessées dans la région. 
La population de Srebrenica, initialement de 9 000 habitants, a rapidement augmenté à 20 000, puis à 60 000, en raison de l'afflux de réfugiés chassés des villes et villages environnants par les opérations de nettoyage ethnique.La situation devient catastrophique. Faute de nourriture, d’eau et d’électricité, les gens meurent de faim, tandis que les réfugiés dorment dans la rue, exposés au froid. L'hôpital est dépourvu de médicaments, ce qui conduit à des décès dus à des maladies normalement bénignes, et les opérations sont effectuées sans anesthésie. Ces conditions si inhumaines ont été décrites par l'ambassadeur vénézuélien à l'ONU, Diego Arria, comme un « camp de concentration à ciel ouvert » et a qualifié cette agression de « génocide au ralenti »,.
Les milliers de réfugiés bosniaques entassés dans l'enclave assiégée de Srebrenica ont commencé à mourir de faim en raison du blocus serbe de l'aide humanitaire. Confrontés à une situation désespérée, les Bosniaques ont été contraints de lancer des contre-attaques autour de Srebrenica pour obtenir les ressources indispensables à leur survie.
« Entre juin 1992 et mars 1993, ils ont pris d’assaut des villages et hameaux peuplés de Serbes ou dont les Musulmans avaient été chassés. L’un de leurs objectifs était de se procurer de la nourriture, des armes, des munitions et du matériel militaire. ».
Des milliers de réfugiés civils affamés, auparavant expulsés de cette région, ont suivi cette action, volant de la nourriture et pillant des maisons.
Le village serbe de Kravica, d'où les Serbes de Bosnie lançaient des attaques meurtrières sur les villages musulmans voisins, a également été contre-attaqué par les Bosniaques, entraînant la mort de soldats et de civils serbes, ainsi que la destruction de plusieurs villages voisins.
Bien que Srebrenica soit largement reconnue comme ayant occupé une position stratégique clé dans les plans des Serbes, certains attribuent les raisons du massacre de Srebrenica, perpétré par les Serbes, à la haine raciale et à la vengeance pour les crimes de Naser Orić, lesquels ont été exagérés.
Le général Bernard Janvier, chef des forces de l'ONU lors de la chute de Srebrenica, a été interrogé pendant une enquête menée par l'Assemblée nationale en 2001 sur son refus des frappes aériennes demandées par le bataillon néerlandais chargé de défendre l'enclave.
Au cours de l'audition, le général Philippe Morillon a déclaré : « Dans la nuit du Noël orthodoxe, nuit sacrée de janvier 1993, Naser Orić a mené des raids sur des villages serbes… Il y a eu des têtes coupées, des massacres abominables commis par les forces de Naser Orić dans tous les villages avoisinants ».
Les Serbes soutiennent qu'il y a eu des centaines de morts civils, tandis que Human Rights Watch évalue le nombre à quarante-cinq, dont 35 étaient des soldats. La chute de Kravica a créé une onde de choc parmi les Serbes de Bratunac, tandis que pour les Bosniaques, cette victoire a constitué un encouragement considérable, permettant aux forces d’Orić de rejoindre les forces bosniaques à Konjević Polje et Cerska.
Naser Orić a été condamné par le TPIY, puis acquitté en appel en 2008. Son acquittement des accusations de destruction de biens a été motivé par le manque de contrôle efficace sur de grands groupes de civils affamés ayant participé aux attaques contre des villages serbes. Le tribunal a également pris en compte la jeunesse du commandant au moment des faits et l'absence de preuves démontrant sa connaissance des exactions commises par ses troupes.
Au cours des mois suivants, les forces serbes, avec l'aide de l'armée yougoslave (VJ) de Serbie, ont lancé une offensive et pris les villages de Konjević Polje et Cerska, coupant ainsi la liaison entre Srebrenica et Žepa, et réduisant l'enclave de Srebrenica à 150 kilomètres carrés.
Trois ans avant le génocide de Srebrenica, les nationalistes serbes de Bosnie — avec le soutien logistique, moral et financier de la Serbie et de l'Armée populaire yougoslave (JNA) — détruisent 296 villages bosniaques autour de Srebrenica et massacrent au moins 3 166 Bosniaques, y compris de nombreuses femmes, enfants et personnes âgées.

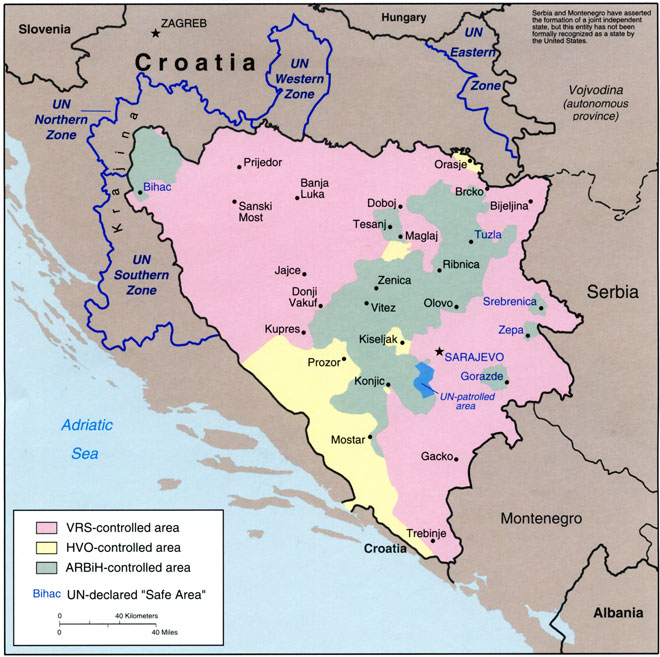
Zones de contrôle et enclaves de la Bosnie orientale, 1994.

En mars 1993, le commandant de la FORPRONU, le général Philippe Morillon, se rend à Srebrenica, où les habitants affamés et terrifiés l'empêchent de repartir. Il s'adresse à la foule en déclarant : « Vous êtes désormais sous la protection des Nations Unies. Je ne vous abandonnerai pas. »,.
Cet acte de bravoure force l'ONU à intervenir pour protéger les civils en danger. Cependant, il conduit également à la destitution de Morillon, qui est rapidement relevé de ses fonctions et muté à un autre poste.
Après le départ de Morillon, les bombardements sur Srebrenica se poursuivent. Le 12 avril 1993, l'artillerie serbe tue cinquante-six personnes, dont quatorze enfants, dans une aire de jeux,.
Le 16 avril 1993, le Conseil de sécurité de l'ONU a adopté la résolution 819, déclarant Srebrenica et ses environs « zone de sécurité », exempte de toute attaque. La résolution exigeait la cessation des hostilités, le retrait des forces paramilitaires serbes, et condamnait la monstrueuse campagne de "nettoyage ethnique", réaffirmant que « toute prise ou acquisition de territoire par la menace ou l'emploi de la force, notamment par la pratique du 'nettoyage ethnique', est illégale et inacceptable. » Le Conseil a demandé que la Serbie et le Monténégro cessent de fournir du soutien militaire aux paramilitaires serbes de Bosnie et, « conformément à l'engagement qu'ils avaient assumé aux termes de la Convention du 9 décembre 1948 pour la prévention et la répression du crime de génocide, prennent toutes les mesures en leur pouvoir afin de prévenir la perpétration du crime de génocide. ».
En avril 1993, la FORPRONU déploie des troupes canadiennes, remplacées plus tard par des contingents néerlandais, pour protéger Srebrenica, désignée comme l'une des cinq « zones de sécurité » établies par l'ONU. Cette initiative a obligé les Serbes à suspendre provisoirement l'offensive contre Srebrenica, mais la ville reste assiégée. Avec la proclamation de Srebrenica comme « zone de sécurité », la ville devait être démilitarisée. Cependant, les forces bosniaques commandées par Naser Orić ont conservé certaines de leurs armes et maintenu plusieurs tranchées défensives derrière la zone sécurisée, tandis que les Serbes continuaient de déployer des chars et de l'artillerie autour de la ville. Sous les auspices du Haut Commissariat des Nations unies pour les réfugiés (HCR), plusieurs milliers de civils et de blessés ont été évacués de Srebrenica. Par la suite, les évacuations ont été interrompues par le gouvernement bosnien, qui craignait qu'elles ne facilitent le nettoyage ethnique du territoire à prédominance bosniaque.
La situation humanitaire à Srebrenica s’est aggravée au fil des mois et des années de siège. Cependant, la pression logistique exercée par la partie serbe n’a pas abouti à l’évacuation de l’enclave comme escompté. Les convois d'aide humanitaire, y compris ceux destinés au ravitaillement des unités de la FORPRONU, étaient bloqués, réduisant encore les maigres sources d'approvisionnement de la population civile. Au 1er juillet 1995, sept personnes à Srebrenica étaient mortes de faim. En conséquence, les réserves de nourriture, de médicaments, de carburant, et même de munitions des forces de l'ONU sont devenues dangereusement basses.
Les forces serbes, composées de soldats de l'ex-JNA reconvertis en Armée de la république serbe de Bosnie (VRS), de formations paramilitaires et du soutien de l'Armée de Yougoslavie (VJ) de Serbie, étaient déployées autour de l'enclave, équipées de chars, de véhicules blindés, d'artillerie et de mortiers. En revanche, les forces bosniaques (ARBiH) dans l’enclave, mal organisées et sous-équipées, manquaient cruellement d’armes et de munitions. Certains de leurs membres ne possédaient que de vieux fusils de chasse ou étaient totalement désarmés, et très peu portaient des uniformes. Beaucoup n’étaient pas de vrais soldats, mais des civils armés vivant avec leurs familles qu’ils tentaient de défendre.
En mars 1995, Radovan Karadžić, Président de l’entité autoproclamée de Republika Srpska, a ordonné l'élimination des musulmans des enclaves de Srebrenica et de Žepa par une directive intitulée « Directive no 7 ». Celle-ci stipulait : « Par des actions de combat planifiées et bien conçues, créez une situation d’insécurité totale, ne laissant aucun espoir de survie ou de vie future aux habitants de Srebrenica et de Žepa. » En juillet 1995, ces instructions ont été traduites en « un plan concret, qui a débuté par une opération portant le nom de code de “Krivaja 95” et a mené au meurtre ou à la disparition de jusqu’à 8 000 hommes et garçons musulmans de Bosnie, et au transfert forcé hors de l’enclave de jusqu’à 30 000 femmes, enfants et personnes âgées musulmans de Bosnie. ».

### La chute de l'enclave de Srebrenica
Fin mai 1995, 400 Casques bleus sont pris en otage par les forces bosno-serbes à la suite d'un raid aérien de l'Organisation du traité de l'Atlantique nord (OTAN) contre un dépôt de munitions. Le 4 juin 1995, le commandant français des forces militaires de l'ONU en ancienne Yougoslavie, le général Bernard Janvier, rencontre secrètement le général Ratko Mladić pour obtenir la libération des otages, dont plus de la moitié étaient français. Mladić exige de Janvier qu'il n'y ait plus de frappe aérienne.
Le 6 juin 1995, 111 otages ont été libérés, suivis le 13 juin par la libération de 118 otages supplémentaires.
Le New York Times rapporte que les Serbes de Bosnie ont obtenu l'assurance que les avions de guerre de l'OTAN ne procéderaient pas à des frappes aériennes sur leurs positions en échange de la libération des soldats des Nations Unies.
Les représentants de l'ONU ont nié l'existence d'un tel accord, et Yasushi Akashi, déclare que l'ONU « se conformerait strictement au principe de maintien de la paix ».
Le 7 juillet 1995, les forces serbes de Bosnie menées par le général Ratko Mladić prennent d'assaut la ville. Au cours des jours suivants, cinq postes d'observation de la FORPRONU situés autour de l'enclave tombent successivement face à l'avancée des forces serbes. Certains soldats néerlandais se replient à l'intérieur de l'enclave après l'attaque de leurs positions, tandis que les équipages d'autres postes d'observation se rendent aux Serbes. Simultanément, les forces de défense de l’ABiH essuient des tirs nourris et sont repoussées vers la ville. Les Néerlandais de la FORPRONU demandent en vain plusieurs fois un soutien aérien de l'OTAN pour défendre la ville, mais aucune aide n'arrive avant midi le 11 juillet 1995, lorsque l'OTAN ne largue qu'une seule bombe sur les chars serbes approchant de la ville. Les frappes aériennes sont ensuite abandonnées car les forces serbes menacent de tuer les soldats néerlandais retenus en otages.
Encouragé par la rapidité de l'avancée des forces serbes et par l'absence de réponse adéquate de la FORPRONU, Radovan Karadžić a ordonné la poursuite de l'offensive pour occuper Srebrenica et liquider définitivement l'enclave. En conséquence, la zone protégée de Srebrenica a été capturée sans résistance significative des forces néerlandaises de la FORPRONU et sans soutien aérien de l'OTAN. Les forces bosniaques se sont retirées vers la périphérie de la ville, incapables de résister efficacement. Le 21 mars 1995, Naser Orić a quitté Srebrenica pour participer aux préparatifs de l'opération visant à briser le siège de Sarajevo, laissant le commandement à ses lieutenants. Cette absence a été exploitée par les médias pour accuser les forces bosniaques de ne pas assurer une défense adéquate, bien que la responsabilité de la protection de cette « zone protégée » incombait à l'ONU, et non à des combattants bosniaques affamés et partiellement désarmés.
Le 11 juillet 1995, les forces serbes ont pénétré dans Srebrenica, désormais désertée par ses habitants. Environ 30 000 personnes avaient fui vers Potočari, où se trouvait la base néerlandaise de la FORPRONU. Des pillages, des incendies de maisons, des démolitions d'édifices religieux et des assassinats d'individus qui tentaient de se cacher ou qui étaient incapables de quitter la ville ont alors commencé dans la ville abandonnée.
La reprise de Srebrenica a été proposée par Jacques Chirac, mais rejetée par l’OTAN et l’ONU.

## Massacres

### Crimes à Potočari
À Potočari, environ 5000 civils, parmi lesquels au moins 300 hommes, s'étaient réfugiés à l'intérieur de la base de l'ONU, tandis que 600 à 900 hommes faisaient partie de la foule de 25 000 personnes à l'extérieur de la base. Environ 15 000 autres hommes, enfants et personnes âgées, parmi lesquels un tiers étaient des combattants, se sont rassemblés à Šušnjari, à la périphérie de Srebrenica. Sachant qu'ils seraient tués, ils ont formé une colonne et tenté de rejoindre le territoire contrôlé par les Bosniaques, croyant que c'était leur seul espoir de survie.
Les conditions à Potočari étaient désastreuses. Les réserves de nourriture et d'eau étaient presque épuisées, la chaleur de juillet était insupportable, et les gens étaient terrifiés. Les soldats serbes sont intervenus dans la foule à Potočari, et des meurtres ont été perpétrés. Un témoin a rapporté avoir vu un soldat tuer un enfant avec un couteau au milieu d’une foule d'exilés. En fin de matinée du 12 juillet 1995, entre 20 et 30 corps ont été découverts entassés derrière le bâtiment des « Transports » à Potočari, tandis qu'à l'usine de zinc, des soldats serbes ont été observés en train de tuer plus d'une centaine d'hommes bosniaques et de charger leurs corps sur un camion. À la tombée de la nuit, la terreur s'intensifia, marquée par des cris, des coups de feu, et d'autres bruits terrifiants qui résonnaient sans relâche. Les soldats serbes extrayaient des personnes de la foule pour les exécuter, tandis que certaines femmes étaient violées, tout cela sous les yeux du bataillon néerlandais. Dans une tentative de dissimuler les responsabilités, certaines preuves des massacres ont été effacées. Par exemple, le ministère néerlandais de la Défense a révélé qu'un film montrant des hommes exécutés à Potočari avait été "accidentellement" détruit.

### Séparation des hommes à Potočari
Dès le matin du 12 juillet, les forces serbes ont commencé à séparer les hommes et les garçons des autres réfugiés à Potočari, les confinant dans des lieux distincts avant de les transporter par camion. 
Environ 5000 réfugiés étaient entrés dans la base de la FORPRONU à Potočari, et les Serbes ont exigé que les hommes soient séparés et leur soient remis, ce que les soldats néerlandais ont fait, et ils ont livré 300 hommes,.
Une colonne de bus, certains provenant de Serbie, était prête pour embarquer les réfugiés bosniaques. Lors de l'embarquement, les soldats serbes ont méthodiquement identifié les hommes valides tentant de monter à bord. Parfois, ils retenaient également des hommes plus jeunes ou plus âgés, les conduisant dans un bâtiment de Potočari connu sous le nom de « maison blanche ». Des soldats du bataillon néerlandais ont observé que les forces serbes exécutaient certains des hommes bosniaques après les avoir séparés. Durant l'après-midi, entre 20 et 40 coups de feu par heure ont retenti.
En route vers le territoire bosniaque, le convoi de bus transportant environ 25000 civils a été fréquemment arrêté. Les soldats serbes ont séparé certains civils, y compris des femmes, pour les emmener vers une destination inconnue.
Tous les hommes et les garçons séparés des civils à Potočari ont été exécutés.

### La colonne des hommes bosniaques

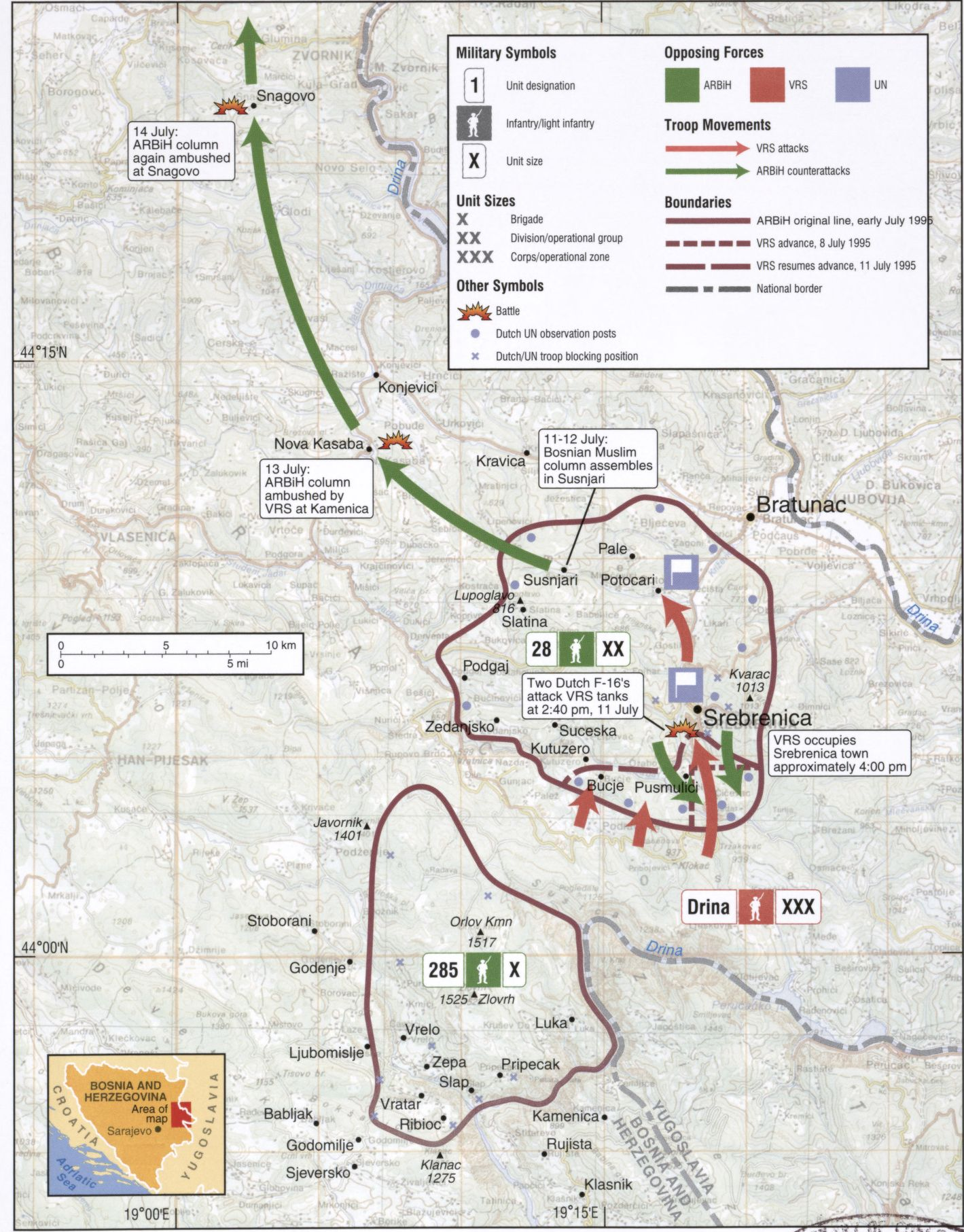
Carte des activités militaires lors du massacre de Srebrenica.

Le 11 juillet 1995, après la chute de Srebrenica, une colonne de 12 000 à 15 000 personnes, incluant des hommes, des garçons et des personnes âgées, formée à Šušnjari, tente de s'exfiltrer de nuit à travers un champ de mines. Les hommes estimaient qu'ils avaient plus de chances de survivre en essayant de s'échapper plutôt qu'en se laissant capturer par les Serbes. Environ un tiers des hommes armés se trouve en tête de la colonne, tandis que les deux tiers restants, désarmés, suivent à l'arrière
La plupart des membres de la colonne, non armés et affamés pendant le siège, avaient très peu de nourriture et d'eau avec eux, ce qui s'est avéré insuffisant pour parcourir les 55 km jusqu'au territoire bosniaque sur un terrain vallonné et inaccessible.
Le 12 juillet, la majeure partie de la colonne a franchi les lignes serbes sans affrontement dans la vallée de Cerska. Toutefois, une fois passé, elle a été prise en embuscade à plusieurs reprises par les forces serbes, notamment à Nova Kasaba, Kamenica, Sandići et Snagovo. Ces embuscades, utilisant des armes lourdes, ont causé la mort de centaines d'hommes, d'enfants et de personnes âgées de la colonne.
Les forces serbes continuent à poursuivre de la colonne, faisant des victimes jusqu'au territoire bosniaque. Des survivants accusent les serbes d'avoir utilisé des armes chimiques ou biologiques. Apparemment il s'agissait d'un gaz incapacitant composé de benzilate, qui désoriente ses victimes et leur donne des hallucinations.
La colonne d’hommes a tenté à rejoindre la route près de Konjević Polje, un point de passage vers le territoire contrôlé par les Bosniaques. En même temps, l'ARBiH a lancé une attaque depuis Tuzla pour ouvrir un couloir permettant à la colonne de Srebrenica de passer. Environ un tiers des hommes de la colonne, essentiellement des soldats, ont réussi à traverser,.
Après le passage du premier grand groupe d'hommes armés, la zone a été complètement bouclée, piégeant ceux qui n'avaient pas réussi à franchir la frontière.
Les forces serbes dans cette région, utilisant du matériel volé à l'ONU, ont offert de fausses assurances de sécurité pour encourager la reddition des hommes musulmans, en promettant de les échanger contre des prisonniers. De nombreux civils et de rares combattants se sont rendus, mais en plus de leur statut de prisonniers de guerre, beaucoup ont été exécutés sur place. Certains combattants se sont suicidés, d'autres ont été tués par des militaires qui les ont capturés, individuellement ou en petits groupes, tandis qu'un grand nombre de civils ont été exécutés dans des lieux où ils étaient temporairement regroupés. La chasse à l'homme a duré des semaines, et un nombre indéterminé de civils bosniaques tentant de fuir le territoire assiégé ont été tués.

### Exécutions massives

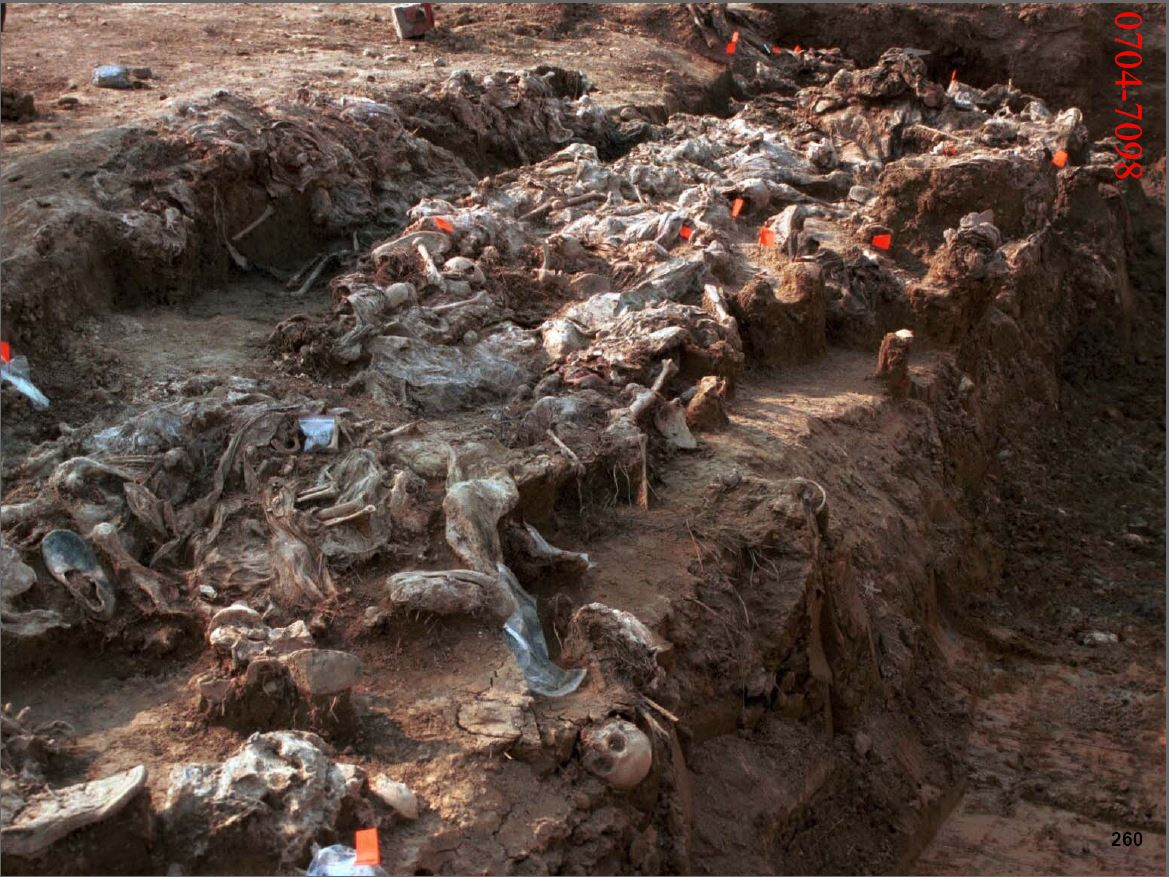
Exhumation des victimes du génocide de Srebrenica.

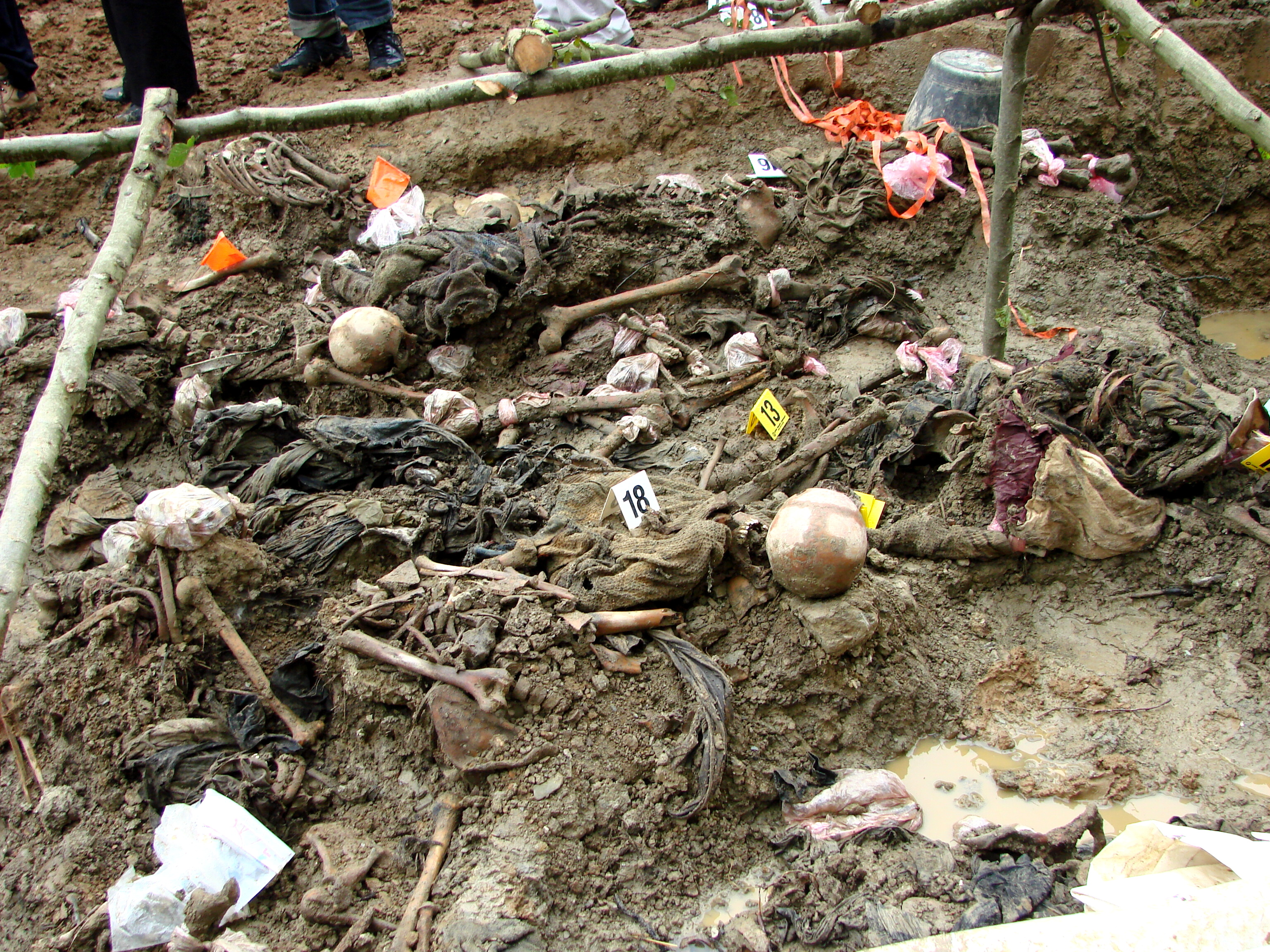
La fosse commune exhumée à Potočari.

Le 13 juillet, entre 4 000 et 6 000 prisonniers, principalement des civils, incluant des garçons âgés de seulement 13 ans ainsi que des hommes âgés, ont été dépouillés de leurs effets personnels et transportés à Bratunac, le centre de rassemblement de la région. Le général Mladić leur a rendu visite, promettant un échange de prisonniers. Sur place, des milliers de détenus ont été victimes de traitements barbares : interrogatoires brutaux, tortures cruelles, et exécutions sommaires, certains ayant été égorgés au cours de la nuit.
Le 14 juillet, les prisonniers, majoritairement des civils, ont été emmenés vers plusieurs sites au nord où des exécutions massives ont eu lieu. Ils ont été temporairement détenus dans des conditions inhumaines. Selon les témoignages, ̺« il faisait extrêmement chaud, l’endroit était bondé, les hommes ne recevaient ni nourriture ni eau, et certains prisonniers ont eu si soif qu’ils se sont résolus à boire leur urine (…) plusieurs hommes sont morts de chaleur et de déshydratation. »
Sur ces sites, des bulldozers creusaient des fosses communes pour enterrer les cadavres. La plupart des prisonniers avaient les yeux bandés et les mains menottées. Ils étaient alignés puis abattus par des rafales d’armes automatiques. Les survivants des premières salves sont ensuite tués par des tirs isolés à bout portant. Les massacres continuent les 15 et 16 juillet.
Jean-René Ruez, chef de l’équipe Srebrenica au Tribunal pénal international pour l’ex-Yougoslavie, estime que entre 4 000 et 5 000 personnes exécutées ont été passées par Bratunac puis déportées vers leur exécution dans un « processus organisé et systématique ». Le reste des victimes a été porté disparu, est mort au combat, a été exécuté sur place lors de leur reddition, ou s'est suicidé.
Lors du procès « Popović et al. » devant le TPIY, il a été établi qu'entre 4 600 et 7 300 hommes et garçons, séparés des femmes, capturés et rassemblés à Bratunac, ont été transportés vers des sites spécifiques où ils ont été exécutés dans le cadre d'une opération systématique et à grande échelle. Ce chiffre n'inclut pas ceux qui ont été tués lors des attaques contre les colonnes en fuite, assassinés dans d'autres endroits, ou abattus après s'être rendus.
Les exécutions massives ayant fait le plus grand nombre de victimes ont eu lieu approximativement dans les endroits suivants : 
- 12-13 juillet 1995 : Dans la nuit du 12 au 13, environ une centaine de personnes ont été tuées derrière l'école Vuk Karadžić à Bratunac, tandis qu'un nombre similaire a été massacré à Nova Kasaba[93].
- 13 juillet 1995, matin : Exécution de 16 hommes sur la rive de la rivière Jadar[95].
- 13 juillet 1995, après-midi : Exécution de 149 hommes, âgés de 14 à 50 ans, dans la vallée de Cerska. Parmi eux, 147 étaient en civil, et environ la moitié avaient les mains attachées dans le dos[95].
- 13 juillet 1995, fin d'après-midi : Entre 1 000et 1 500 hommes ont été exécutés dans l'entrepôt de Kravica. Les soldats ont lancé des grenades et tiré sur les hommes entassés à l'intérieur de l'entrepôt[95],[97].
- 13-14 juillet 1995 : Exécution de 22 hommes à Tišća, dans le camion qui les transportait[95].
- 14 juillet 1995 : Plus de 1 000 hommes, transportés de Bratunac, ont été exécutés à Orahovac. Les prisonniers avaient les yeux bandés. Le général Ratko Mladić était présent[95],[97],[98].
- 14-15 juillet 1995 : 1 500 à 2 000 hommes, transférés de Bratunac, ont été exécutés dans un champ près du barrage de Petkovci. Ils avaient les mains attachées dans le dos[95],[97].
- 14-16 juillet 1995 : Entre 1 000 à 1 200 hommes, amenés de Bratunac, ont été tués à la ferme militaire de Branjevo. Dražen Erdemović a témoigné que tous les prisonniers, sauf un, étaient en civil[95],[97],[99].
- 16 juillet 1995 : 500 prisonniers musulmans, transportés de Bratunac, ont été exécutés dans le Centre culturel de Pilica. Le colonel Ljubiša Beara a participé aux exécutions[95],[97],[100].
- 14-17 juillet 1995 : Environ 500 prisonniers déplacés de Bratunac ont été exécutés à Kozluk, avec les yeux bandés et les mains liées[95],[97].
- 13-18 juillet 1995 : Près de Konjević Polje, des centaines de Bosniaques, y compris des femmes et des enfants, ont été sommairement exécutés[101].
- 17-18 juillet 1995 : Dans les environs de Konjević Polje, environ la moitié des 150 à 200 Bosniaques capturés ont été tués[101],[91].
- 18-19 juillet 1995 : Aux alentours de Nezuk, une vingtaine de petits groupes de 5 à 10 hommes bosniaques chacun se sont rendus et ont été sommairement exécutés[101],[91].
- 20-22 juillet 1995 : Dans la région de Meces, environ 150 Bosniaques ont été capturés, contraints de creuser leurs propres tombes avant d'être exécutés[101],[91].

Outre les exécutions massives planifiées des prisonniers rassemblés à Bratunac, de nombreux Bosniaques tentant de s'échapper de l'enclave en petits groupes ont été capturés par les forces serbes et exécutés sur-le-champ.

### Fosses communes et réinhumation

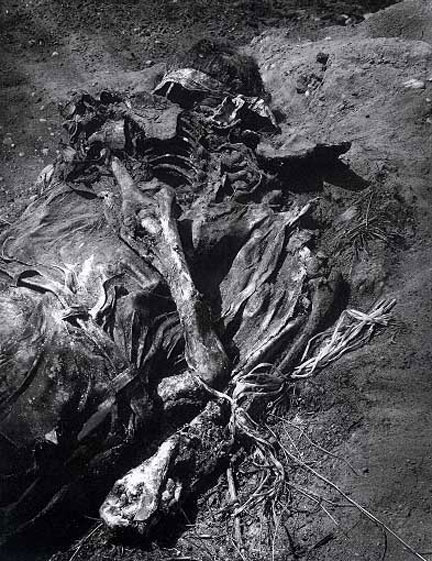
Exhumation d'un squelette avec le bandeau et les mains liées.

L’exécution de milliers de civils en quelques jours devait être planifiée et bien organisée,. Des centaines de bus et de camions ont dû être préparés pour transporter les prisonniers, ainsi que des dizaines de bulldozers et des tractopelles pour creuser des fosses communes et enterrer les cadavres.
Une commission serbe de Bosnie a déclaré dans un rapport de 2005 que 19 473 membres de diverses forces armées et civils serbes de Bosnie avaient pris part au massacre, dont 17 074 ont été identifiés nommément,.
La disparition de plus de dix mille personnes et les témoignages concernant les exécutions rapportés par des témoins et certains survivants commencent à inquiéter la communauté internationale, alors que les forces serbes interdisent l'accès aux régions de Srebrenica. Ce n'est qu'au début de l'année 1996 que les enquêteurs du bureau du procureur du TPIY ont été autorisés à visiter les lieux et, en avril 1996, des experts scientifiques ont commencé leurs investigations sur place.
Entre-temps, d'août à octobre 1995, les forces serbes ont déployé des efforts organisés pour exhumer les corps des fosses d'origine (fosses primaires) et les transférer vers des fosses secondaires,.
Dans les affaires Krstić et Blagojević, Jokić devant le TPIY, la chambre de première instance a estimé qu'il s'agissait d'une tentative de dissimuler les preuves des exécutions de masse des hommes et des garçons musulmans de Bosnie à Srebrenica,.
De même, dans le jugement de Zdravko Tolimir, le TPIY a constaté : « En septembre et octobre, après cette opération meurtrière et l’ensevelissement de milliers de cadavres dans des fosses, les forces serbes de Bosnie, agissant sur ordre de l’état-major principal, ont pris des mesures pour dissimuler ces crimes, menant notamment une vaste opération de transfert des corps. Les victimes de l’entrepôt de Kravica, d’Orahovac, du barrage de Petkovci, de Kozluk, de la ferme de Branjevo et de Pilica ont été exhumées puis enfouies à nouveau dans des fosses secondaires »
Cette dissimulation a grandement compliqué l'identification des restes humains. Le déplacement et le réenterrement des corps ont entraîné leur démembrement et leur mélange, rendant le travail des médecins légistes beaucoup plus difficile. Dans certains cas, les restes d'une même personne ont été retrouvés en deux endroits distants de 40 km. Ces mesures extrêmes n'auraient pas été nécessaires si la majorité des individus enterrés dans les fosses primaires avaient été des victimes de combats. Ainsi, en plus des ligatures et des bandeaux retrouvés, ces efforts pour dissimuler les corps constituent une preuve supplémentaire du caractère organisé des massacres et du statut de non-combattants des victimes.

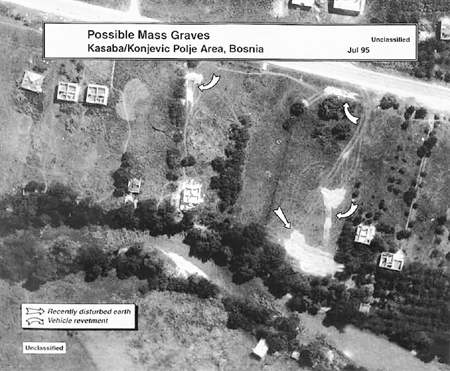
Image satellite autour de Nova Kasaba quelques jours après le massacre.

Les images satellites des fouilles du sol avant et après le massacre ont permis d'identifier les emplacements des charniers. Les déclarations des témoins, des accusés et des survivants ont également contribué à localiser ces sites.
« En mars 2009, 73 fosses avaient été identifiées; il s’agissait de 31 fosses primaires, 37 fosses secondaires, et 5 fosses dont on ne sait si elles étaient primaires ou secondaires ».
Des analyses comparatives menées par des experts en balistique, en médecine légale, ainsi que des spécialistes de l'ADN, ont, en parallèle des études sur le sol, les matériaux et les restes humains trouvés dans les charniers, permis de relier certaines fosses primaires et secondaires,: 
- Charnier primaire de la ferme militaire de Branjevo et charnier secondaire associé de la « Route de Cančari 12 » ;
- Charnier primaire d’Orahovac et trois charniers secondaires associés : « Route de Hodžići 3 », « Route de Hodžići 4 » et « Route de Hodžići 5 » ;
- Charnier de Kozluk et charnier secondaire associé de la « Route de Cančari 3 » ;
- Charnier primaire du barrage de Petkovci et charnier secondaire associé de « Liplje 2 ».

## Bilan

### Nombre de victimes
Les estimations du nombre de personnes tuées lors de la prise de la ville ont beaucoup varié au fil du temps. De nombreuses personnes disparues sont encore recherchées aujourd'hui, et chaque année, pendant la journée de commémoration, les restes retrouvés des victimes sont réinhumés.
La Croix-Rouge a publié une liste de 7 333 personnes portées disparues basée sur les témoignages des familles des disparus.
Les recherches de corps auxquelles le TPIY a procédé jusqu'à la fin 2001 ont permis d'identifier 2 361 cadavres dans les environs de Srebrenica.

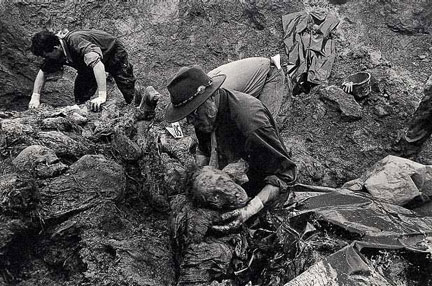
Exhumations à Srebrenica, en 1996.

La liste préliminaire des personnes disparues publiée par la commission internationale pour les personnes disparues (Federalna Komisija za nestale osobe) compte 8 106 noms, elle comprend 500 noms de personnes qui avaient moins de 18 ans, de plusieurs dizaines de femmes et de quelques jeunes filles.
Bien que les victimes soient principalement des hommes et des jeunes garçons, les femmes et les enfants ayant été évacués en cars vers les lignes bosniaques, on y compte aussi des adolescents de moins de 15 ans et des personnes âgées de plus de 65 ans. Ainsi la plus jeune victime, Fatima Muhić, est un nouveau-né de deux jours tandis que la plus vieille, Šaha Izmirlić, est une grand-mère de 94 ans,.
En juillet 2009, l'ADN de 6 186 victimes a été identifié, par l'analyse de restes humains trouvés dans les charniers et 3 647 victimes ont été inhumées au mémorial de Potočari.
C'est sur ce mémorial qu'est gravé le nombre de 8 372 victimes.
Grâce à l'utilisation de l'empreinte génétique (ADN), la Commission internationale pour les personnes disparues (ICMP) a identifié 6 981 victimes d'ici 2023. Cependant, 7 500 personnes demeurent portées disparues en Bosnie, dont environ 1 000 victimes du génocide de Srebrenica. Le principal défi pour retrouver et identifier ces disparus réside dans le manque d'informations fiables sur l'emplacement des tombes clandestines, aggravé par le temps écoulé et la diminution du nombre de témoins.
La commission internationale des personnes disparues estime, à 8 100, le nombre de personnes disparues à la chute de Srebrenica.
Le Tribunal pénal international pour l'ex-Yougoslavie (TPIY) a estimé que plus de 8 000 hommes et garçons musulmans de Bosnie ont été exécutés par les forces serbes.
L’Assemblée générale de Nations unies, lors de la session du 20 mai 2024 a constaté le nombre de 8 372 personnes péries.

### Responsabilités du Génocide de Srebrenica
Les dirigeants politiques et militaires des Serbes de Bosnie, ainsi que le président de la Serbie, Slobodan Milošević, avec son projet de création d'un « État pour tous les Serbes » (Grande Serbie), sont les principaux responsables de ce génocide. Cependant, bien que la Serbie ait planifié et financé cette guerre, armé les Serbes de Bosnie et dirigé les opérations militaires par l'intermédiaire de la JNA, son implication directe n'a pas été établie jusqu'à récemment,. Malgré de nombreux éléments suggérant une participation active, dont une vidéo montrant l'exécution de Bosniaques par l'unité paramilitaire des Scorpions, affiliée au ministère de l'Intérieur de Serbie (MUP), ces preuves ne suffisaient pas pour confirmer une responsabilité directe. Ce n'est qu'en 2021, grâce au verdict du procès de Jovica Stanišić et Franko Simatović, ex-responsables du ministère de l'Intérieur de Serbie (MUP), que l'implication directe de la Serbie a été formellement reconnue.
La communauté internationale porte la responsabilité de sa réponse inadéquate à la campagne de nettoyage ethnique et au massacre de 8 000 civils non armés dans une ville déclarée « zone de sécurité » par l'ONU. Le secrétaire général de l'ONU, Kofi Annan, a reconnu : « Nous avons fait de sérieuses erreurs de jugement, enracinées dans une philosophie d'impartialité et de non-violence qui, quoique admirable, était mal adaptée au conflit en Bosnie . Il a ajouté : « C'est pourquoi, […] la tragédie de Srebrenica hantera notre histoire pour toujours ». ».
Le rapporteur spécial des Nations unies sur les droits de l'homme dans l'ex-Yougoslavie, Tadeusz Mazowiecki, a démissionné le 27 juillet 1995 pour protester contre la réponse insuffisante de la communauté internationale aux atrocités commises pendant la guerre de Bosnie, en particulier le massacre de Srebrenica. Il a déclaré : « Les décisions de la conférence de Londres, qui ont pris acte de la chute de Srebrenica et qui n'ont pas empêché celle de Zepa, sont pour moi inacceptables. ». Il a également affirmé qu'il refusait de « participer à un processus fictif de défense des droits de l'homme. ».
De nombreux éléments concordants indiquent que les puissances occidentales ont délibérément abandonné l'enclave de Srebrenica aux Serbes,,,.
Malgré les garanties de protection internationale accordées aux milliers d'habitants musulmans, aucune action n'a été entreprise pour les sauver du massacre, car la présence de ces enclaves constituait un obstacle au plan de paix en préparation.Florence Hartmann confirme :« l’abandon de Srebrenica est bien le fruit d’un calcul politique visant à simplifier la négociation diplomatique en clarifiant la carte de partage ethnique de la Bosnie- Herzégovine. Avec pour ultime objectif de précipiter un accord de paix. ».
Cela s'est confirmé quelques jours plus tard, lorsque la deuxième « zone protégée » de Žepa a été occupée par les Serbes sans aucune intervention des forces de l'ONU.
Le bataillon néerlandais de la FORPRONU a été accusé de ne pas avoir protégé la zone déclarée « zone protégée » par l'ONU, ayant permis aux forces serbes de séparer les hommes des femmes. Par la suite, les hommes ont été exécutés et les femmes ainsi que les enfants ont été déportés.
Les Bosniaques ont été critiqués pour leur défense insuffisante de Srebrenica et pour ne pas avoir totalement démilitarisé l'enclave. La FORPRONU a cependant jugé le processus de démilitarisation satisfaisant, contrairement à la VRS, qui n'a jamais retiré ses armes lourdes. Face aux attaques de la VRS, bien équipées de blindés et d'artillerie lourde, les Bosniaques, mal équipés et privés de ravitaillement, ont demandé à la FORPRONU de leur restituer les armes déposées, une demande qui fut refusée avec l'argument que défendre les enclaves "ne relevait pas de leur responsabilité.". Les défenseurs bosniaques de Srebrenica sont également accusés d'avoir provoqué une offensive serbe en attaquant en dehors de la zone protégée. Cependant, l'état-major du bataillon néerlandais affirme que les incursions menées par les Bosniaques à l'extérieur de Srebrenica avaient peu ou pas de signification militaire, car elles étaient destinées à collecter de la nourriture en raison de l'interdiction de la VRS aux convois humanitaires d’entrer dans l’enclave.
Certains membres éminents du parti grec d’extrême droite Aube dorée furent impliqués dans le massacre.

## Poursuite judiciaire

### Cour internationale de justice
En 1993, la Bosnie-Herzégovine a porté plainte contre la Serbie devant la Cour internationale de justice (CIJ), l'accusant de génocide. En février 2007, la Cour internationale de justice a rejeté la responsabilité de l'État serbe dans le génocide, tout en soulignant que la Serbie n'avait pas pris "toutes les mesures en son pouvoir" pour empêcher le génocide de Srebrenica. Bien que la Bosnie ait soutenu qu'un génocide avait été commis sur l'ensemble de son territoire pendant la guerre de Bosnie, la Cour a statué que seuls les massacres ayant suivi la chute de Srebrenica constituaient un génocide.
Florence Hartmann affirme que le Tribunal pénal international pour l'ex-Yougoslavie (TPIY) aurait pu prouver l’implication de la Serbie dans le génocide de Srebrenica grâce aux archives du Conseil suprême de défense de Serbie. Bien que ces documents aient été en possession du TPIY, ils ne furent pas transmis à la Cour internationale de justice (CIJ), qui ne les demanda pas non plus, ce qui a empêché les juges de prouver la responsabilité de la Serbie. Pour avoir divulgué ces informations dans son livre Paix et châtiment, Hartmann a été condamnée à sept jours de prison par le TPIY,.
Antonio Cassese, spécialiste en droit international et premier président du Tribunal pénal international pour l’ex-Yougoslavie (TPIY), a qualifié ce jugement de « massacre judiciaire. ».

### Tribunal pénal international pour l'ex-Yougoslavie

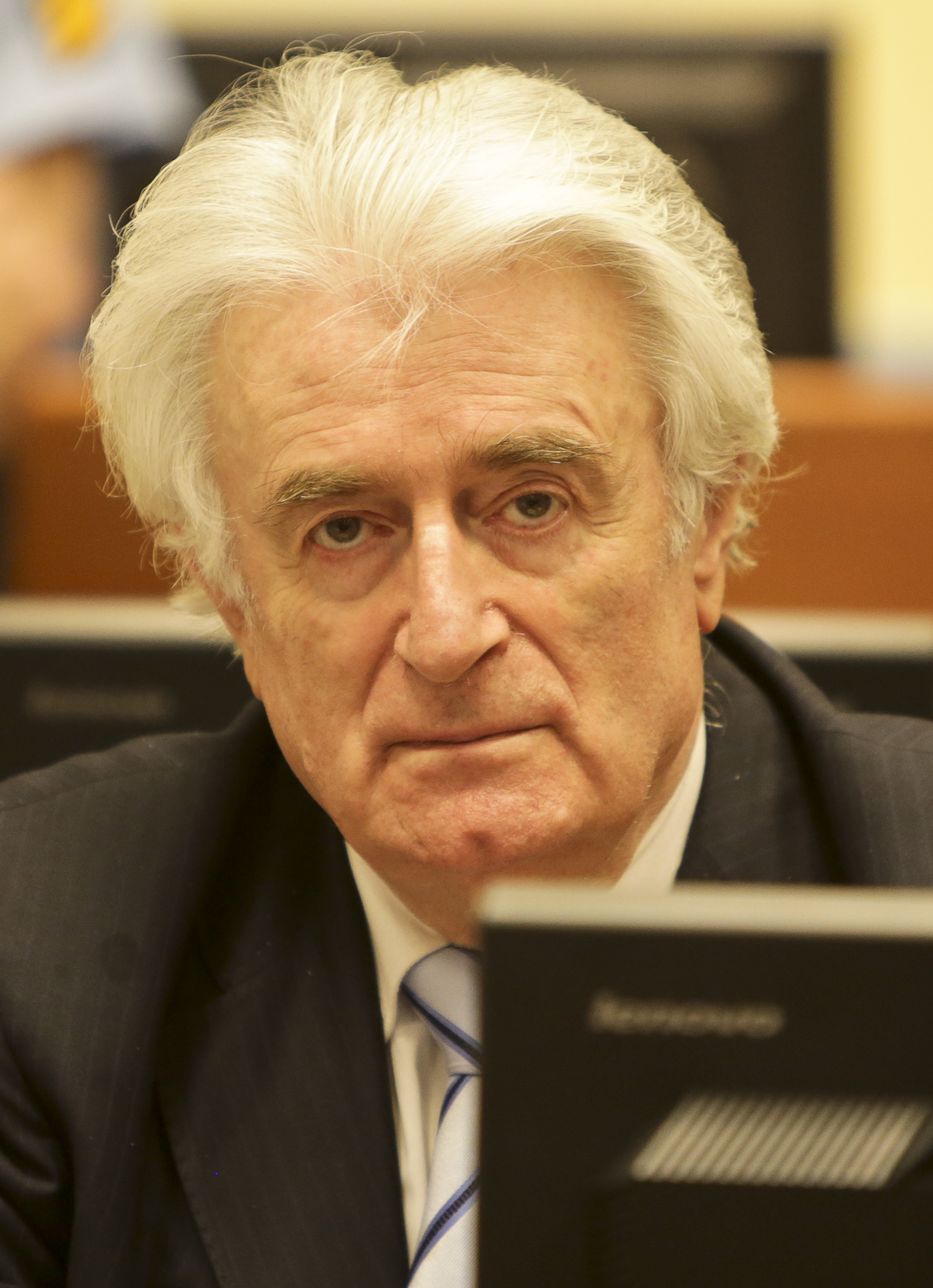
Radovan Karadžić, ancien président de la Republika Srpska, reconnu coupable de génocide et condamnés à la réclusion à perpétuité.

Le Tribunal pénal international pour l'ex-Yougoslavie (TPIY) a confirmé l'existence de quatre « entreprises criminelles communes » pendant la guerre en Bosnie. L’entreprise criminelle principale visait à chasser définitivement les Musulmans et les Croates de Bosnie des territoires revendiqués par les Serbes de Bosnie dans plusieurs municipalités de Bosnie-Herzégovine, et cet objectif était lié à ceux de trois autres entreprises.
Les participants à cette entreprise criminelle incluent : Radovan Karadžić, Ratko Mladić, Momčilo Krajišnik, Nikola Koljević, Biljana Plavšić, Momčilo Mandić; et de Serbie : Slobodan Milošević, Jovica Stanišić, Franko Simatović, Vojislav Šešelj, Željko Ražnatović.
Les mêmes officiers ont également participé aux autres entreprises criminelles, notamment Radovan Karadžić, et Ratko Mladić, qui, avec Ljubiša Beara, Vujadin Popović, Radislav Krstić, Zdravko Tolimir et d'autres, ont pris part à l'« entreprise criminelle concernant Srebrenica », visant à éliminer les Musulmans de Srebrenica en tuant les hommes et les garçons, et en expulsant de force les femmes, les enfants et les personnes âgées.
De nombreux criminels sont restés en liberté pendant une longue période, car le gouvernement serbe ne voulait pas les livrer et la communauté internationale ne montrait pas un grand enthousiasme à les arrêter,. Ainsi, les associés de Milosevic, Karadzic et Mladic ont été appréhendés quinze ans après les accusations et condamnés vingt-cinq ans après les crimes commis, tandis que le procès de Jovica Stanisic a duré vingt ans. Pendant cette période, toute une génération a grandi en les célébrant comme des héros. Cependant, le TPIY a finalement inculpé et jugé ces principaux responsables de la planification et de l'orchestration du génocide de Srebrenica
Slobodan Milošević, président de la Serbie, a été accusé le 22 novembre 2001 par le Tribunal pénal international pour l'ex-Yougoslavie (TPIY) de crimes de guerre, crimes contre l'humanité et génocide commis en Bosnie, mais il est mort en prison le 11 mars 2006 d'une crise cardiaque avant la fin de son procès.
Le général serbe Ratko Mladić et le chef politique des Serbes de Bosnie Radovan Karadžić sont mis en accusation par le (TPIY) pour génocide, complicité de génocide, crimes contre l'humanité et violations des lois et coutumes de la guerre,,.
Le 2 août 2001, Radislav Krstić, un général serbe de Bosnie qui a mené l'assaut sur Srebrenica aux côtés de Ratko Mladić, est condamné par le TPIY à 46 ans de prison pour génocide et autres crimes. L'accusation de génocide est rejetée en appel, mais le tribunal retient une charge de complicité de génocide et condamne Krstić à 35 ans de prison le 19 avril 2004. En décembre 2004, il est transféré au Royaume-Uni où il purge sa peine.

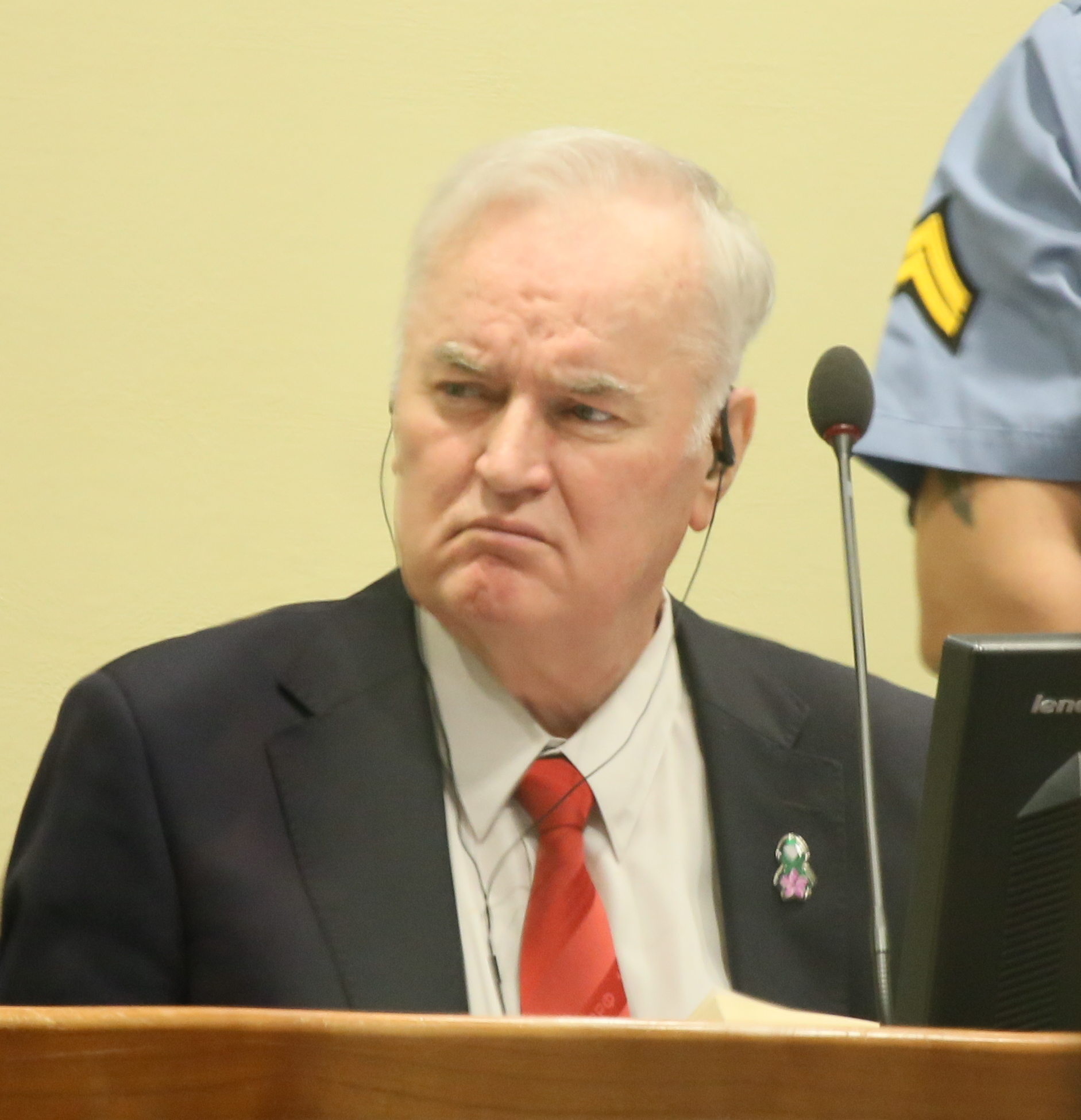
Ratko Mladić, ex-chef d'état-major de l'armée de la Republika Srpska, condamné à la prison à vie pour génocide.

En mai 2007, l'ex-général Zdravko Tolimir, proche du général Ratko Mladić, a été arrêté près de la frontière entre la Serbie et la Republika Srpska. Le TPIY avait inculpé Zdravko Tolimir, en février 2005, de génocide, de crimes contre l'humanité et de crime de guerre pour « le meurtre, l'expulsion et les traitements cruels » commis contre les populations musulmanes de Bosnie des enclaves de Srebrenica et de Žepa. Il a été condamné pour génocide en décembre 2012.
Le 30 janvier 2015, Vujadin Popović, lieutenant-colonel, et Ljubiša Beara, colonel de l’armée de la Republika Srpska (VRS), ont été reconnus coupables de génocide et condamnés à la prison à vie. Lors du même procès, Drago Nikolić, sous-lieutenant, a été reconnu coupable de complicité de génocide et condamné à 35 ans de prison.
Le 21 juillet 2008, Radovan Karadžić est arrêté par les services secrets serbes à Belgrade. Le 15 février 2009, il est doublement mis en accusation par le Tribunal pénal international pour génocide, une première fois pour les crimes commis en Bosnie-Herzégovine en 1992, une seconde fois pour le massacre de Srebrenica en juillet 1995. En 2016, le TPIY reconnaît sa culpabilité pour dix des onze chefs d'accusation portés contre lui, notamment la responsabilité pénale du génocide de Srebrenica. En 2019, le Mécanisme pour les Tribunaux pénaux internationaux le condamne définitivement à l’emprisonnement à perpétuité pour génocide (en particulier à Srebrenica), crimes contre humanité et violations des lois ou coutumes de la guerre.
Après avoir échappé pendant seize ans à la justice internationale, Ratko Mladić est arrêté le 26 mai 2011. Reconnu coupable de génocide, crimes contre l'humanité et crimes de guerre, il est condamné à l'emprisonnement à perpétuité par le Tribunal pénal international pour l'ex-Yougoslavie le 22 novembre 2017. Le verdict et la peine sont confirmés en appel en 2021.
Pour les crimes commis à Srebrenica, le TPIY a également condamné : Ljubomir Borovčanin à 17 ans de prison, Radivoje Miletić à 19 ans, Vinko Pandurević à 15 ans, Milan Gvero à 5 ans, Momir Nikolić à 20 ans, Dragan Obrenović à 17 ans, Vidoje Blagojević à 15 ans, Dragan Jokić à 9 ans et Dražen Erdemović à 5 ans de prison.

### Tribunaux nationaux

#### Bosnie-Herzégovine
La Cour de Bosnie-Herzégovine a prononcé des condamnations pour le génocide commis à Srebrenica à l'encontre de : Slavko Perić, Milenko Trifunović, Aleksandar Radovanović, Brano Dzinić, Slobodan Jakovljević, Branislav Medan, Duško Jević et Mendeljev Đurić, Željko Ivanović, Milorad Trbić, Radomir Vuković, Ostoja Stanišić, et Srećko Aćimović.
Près de trente ans après les faits, des centaines de personnes accusées de crimes de guerre sont toujours en liberté. Les procédures traînent en longueur, les crimes sont niés, les accusés, souvent réfugiés en Serbie, ne sont pas extradés, et les témoins se font de plus en plus rares.

#### Pays-Bas
En juin 2007, une plainte a été déposée par le cabinet d'avocats Van Diepen & Van Der Kroef, au nom des survivants et parents des victimes de Srebrenica, contre les Pays-Bas et les Nations unies pour non-respect d'obligations contractuelles, « échec à prévenir un génocide » et « non-déclaration de crimes de guerre ». Il est reproché aux 450 Casques bleus néerlandais, positionnés à proximité de l'enclave et censés la protéger, de n'être pas intervenus face aux attaquants serbes (environ un millier), cela bien que la population ait cherché refuge auprès de leur base.
Le 16 juillet 2014, le tribunal de La Haye estime que l'État néerlandais est civilement responsable de 300 morts à Srebrenica parce que les soldats néerlandais n'auraient pas dû évacuer ces hommes de la base où ils s'étaient réfugiés. Cette décision est potentiellement lourde de conséquences pour les missions de l'ONU.
En juin 2017, la Cour d'appel de La Haye a jugé les Pays-Bas partiellement responsables de la mort de 350 musulmans lors du massacre de Srebrenica.

## Reconnaissance, révisionnisme et négation du génocide
Pour les institutions internationales, il n'y a aucun doute quant à la qualification de génocide :
Le Tribunal pénal international pour l'ex-Yougoslavie (TPIY) a établi que le massacre commis à Srebrenica était un génocide,. Lors des procès de Radislav Krstić, Zdravko Tolimir, Radovan Karadžić, Ratko Mladić, ainsi que de Vujadin Popović, Ljubiša Beara et Drago Nikolić, tous condamnés pour génocide, TPIY a démontré que les crimes n'étaient pas des actes spontanés, mais qu'ils avaient été planifiés et exécutés de manière systématique,, avec une intention génocidaire.
La Cour internationale de justice (CIJ) qualifie indistinctement ce massacre « d'actes de génocide » ou de « génocide de Srebrenica ».
Le 15 janvier 2009, le Parlement européen « demande au Conseil et à la Commission de commémorer dûment l'anniversaire de l'acte de génocide de Srebrenica-Potočari en soutenant la reconnaissance, par le Parlement, du 11 juillet comme journée de commémoration du génocide de Srebrenica, dans l'ensemble de l'UE, et leur demande d'appeler tous les pays des Balkans occidentaux à faire de même ».
En 2013, le Royaume-Uni a organisé sa première Journée commémorative du génocide de Srebrenica et, en 2015, il a parrainé une résolution à l'ONU pour marquer le 20e anniversaire.
Le Parlement européen dans sa résolution du 9 juillet 2015 sur la commémoration de Srebrenica « condamne, dans les termes les plus vifs, le génocide commis à Srebrenica; déclare solennellement que de tels crimes atroces ne doivent plus jamais se produire et annonce qu'il fera tout ce qui est en son pouvoir pour éviter que de tels actes ne se reproduisent; rejette toute dénégation, relativisation ou erreur d'interprétation au sujet du génocide ».
En 2021, Josep Borrell, le chef de la diplomatie de l'Union européenne, a déclaré : « Il n'y a pas de place en Europe pour le déni du génocide, le révisionnisme et la glorification des criminels de guerre. ».
Le 23 mai 2024, l'Assemblée générale des Nations unies a institué une Journée internationale de commémoration du génocide de Srebrenica. « Elle condamne sans réserve toute négation de l’historicité du génocide commis à Srebrenica et invite instamment les États Membres à préserver les faits établis, notamment au moyen de leur système éducatif, en élaborant des programmes appropriés, y compris dans le cadre du devoir de mémoire, afin de prévenir le négationnisme et le révisionnisme, ainsi que la survenue de génocides à l’avenir. ».
En juin 2024, dans le cadre d'une demande de liberté conditionnelle, Radislav Krstić reconnaît sa responsabilité et considère que « le génocide de Srebrenica a été commis par des individus qui sont les seuls à blâmer, qui devraient être tenus responsables de leurs actes et de leurs méfaits ».
Le fait indiscutable du génocide de Srebrenica est reconnu par presque tous les historiens et par une grande partie des opinions scientifiques respectées à l'échelle internationale, à quelques exceptions près.
La majorité des politiques et des médias, tant français qu'étrangers, s'accordent sur le terme de génocide, bien que certains historiens et intellectuels contestent cette qualification :
Rony Brauman, ancien président de Médecins sans frontières, déclarait : « Les faits sont pourtant clairs et acceptés par tous, mais on a appelé ça un génocide. Srebrenica a été le massacre des hommes en âge de porter des armes. C'est un crime contre l'humanité indiscutable, mais on a laissé partir des femmes, des enfants, des vieillards, des gens qui n'étaient pas considérés comme des menaces potentielles ».
L'universitaire Joël Kotek, régulièrement invité à des conférences sur la notion de génocide organisées par l'éducation nationale française, partage également cette position.
L'historien spécialiste des génocides Yves Ternon fustigeait la CIJ d'étendre le terme de génocide au massacre de Srebrenica. « Le génocide est une forme extrême de crime contre l'humanité. On peut considérer qu'il y a génocide lorsque sont réunies cinq conditions : destruction physique, c'est-à-dire meurtre, d'un groupe humain (…), dans une part substantielle de ce groupe. Quatrièmement, les personnes sont tuées pour leur appartenance à ce groupe sans distinction d'âge ni de sexe. Cinquièmement, ce meurtre de masse est planifié, et seul un État ou une organisation qui prend la place de l'État, est à même de planifier un génocide à l'échelle géographique d'une nation, voire d'un continent.
Certains militaires impliqués dans les opérations de maintien de la paix ont aussi dénoncé la qualification de génocide. C'est notamment le cas de Lewis MacKenzie, général maintenant retraité qui fut le commandant en chef de la force de maintien de la paix de l'ONU à Sarajevo. Il entretenait des relations amicales avec les Serbes et fut accusé par le gouvernement de Sarajevo d'avoir participé au viol de femmes bosniaques, prisonnières dans un camp de détention appelé « Kod Sonje » à Vogosca, près de Sarajevo, après quoi il prit sa retraite. Des enquêtes menées par d'éminents journalistes ont révélé qu'il était rémunéré par « SerbNet », un puissant groupe de lobbying serbe. Quelques observateurs, dont la journaliste canadienne Carol Off et le journaliste américain Roy Gutman,, estiment que MacKenzie ignore la situation politique en Bosnie et est manipulé par une propagande pro-serbe qui, lorsqu'elle minimise le nombre des victimes du massacre, confine au négationnisme.

### Le révisionnisme et la négation
Après la guerre de Bosnie, les Serbes de Bosnie et de Serbie ont refusé d'accepter les faits généralement admis concernant les crimes commis contre les Bosniaques. La glorification des criminels de guerre, la révision des faits historiques et la négation du génocide ont entravé la réconciliation et représentent un obstacle majeur à la consolidation de la paix en Bosnie-Herzégovine.
Soutenues par des extrémistes serbes au pouvoir, ces actions visent à empêcher l'unification du peuple en affirmant l'impossibilité de la cohabitation entre ethnies. L'objectif de diviser la Bosnie, qui perdure, se poursuit ainsi par d'autres moyens.
Les révisionnistes tentent de minimiser le nombre de victimes du génocide, malgré les nombreux témoignages, preuves confirmées et constatations médico-légales.
Ils contestent également l'identité des victimes et les circonstances de leur mort, affirmant qu'il s'agissait de soldats tués au combat. Cependant, le TPIY a clairement établi qu'ils avaient été exécutés, comme en témoignent les centaines de bandeaux et de menottes retrouvés dans les fosses communes. Les négationnistes cherchent à saper la légitimité des tribunaux internationaux, dont les enquêtes et les verdicts ont confirmé les faits du génocide de Srebrenica, en s'appuyant sur des théories de conspiration internationale et sur les préjugés anti-serbes de ces institutions juridiques.
Pendant 2001, les premières condamnations pour génocide par le TPIY, accompagnées de nombreux témoignages et preuves, telles que la vidéo de l'exécution de Bosniaques par le groupe paramilitaire « Skorpions » de Serbie, ainsi que l'inculpation du président serbe Slobodan Milošević pour génocide en Bosnie, ont commencé à changer l’opinion publique serbe. Cependant, en raison de la contestation persistante du nombre de victimes et de la nature des massacres, ainsi que du génocide confirmé par le TPIY et la CIJ, l’entité serbe de Bosnie a été contrainte, sous la pression de la communauté internationale et du Haut représentant international en Bosnie-Herzégovine, de créer une « Commission d'enquête sur les événements à Srebrenica » pour produire un rapport détaillé. Le 11 juin 2004, cette commission a publié un rapport concluant que 7 000 à 8 000 Bosniaques avaient été tués. Cependant, les conclusions de la commission ont souvent été contestées par des nationalistes serbes.
Le 22 juin 2004, le président de la république serbe de Bosnie (région autonome à forte majorité serbe de Bosnie-Herzégovine), Dragan Čavić, reconnaît, à la télévision de la Republika Srpska, que les forces serbes ont tué plusieurs milliers de civils en violant le droit international, déclarant que Srebrenica était un chapitre sombre dans l'histoire des Serbes.
Le 12 juillet 2010, à l'occasion du 15e anniversaire du génocide de Srebrenica, Milorad Dodik, président de l’entité république serbe de Bosnie, a reconnu les meurtres qui y ont eu lieu, mais a nié qu'il s'agissait d'un génocide, bien qu'il ait déjà admis auparavant qu'il s'agissait bien d'un génocide.
Il a également ordonné le retrait du génocide de Srebrenica des manuels scolaires serbes de Bosnie et a inauguré un dortoir universitaire nommé en l'honneur de Radovan Karadžić,.
En 2010, le Parlement de Serbie reconnaît le massacre de Srebrenica, geste lu comme un premier signal pour la réconciliation de toute la région, mais ne qualifie cependant pas les événements de "génocide",.
Le 31 mai 2012, le président Tomislav Nikolić déclare lors d'un entretien à la télévision monténégrine qu'« il n'y a pas eu de génocide à Srebrenica », ajoutant qu'« il est très difficile d'inculper et prouver devant un tribunal qu'un événement avait la forme d'un génocide ». Cependant, l'année suivante, lors d'un entretien à la télévision bosnienne BHT dont des extraits paraissent dès le 25 avril 2013, deux jours avant sa diffusion intégrale, il demande « que la Serbie soit pardonnée pour le crime commis à Srebrenica », sans toutefois aller jusqu'à reprendre le terme de « génocide ».

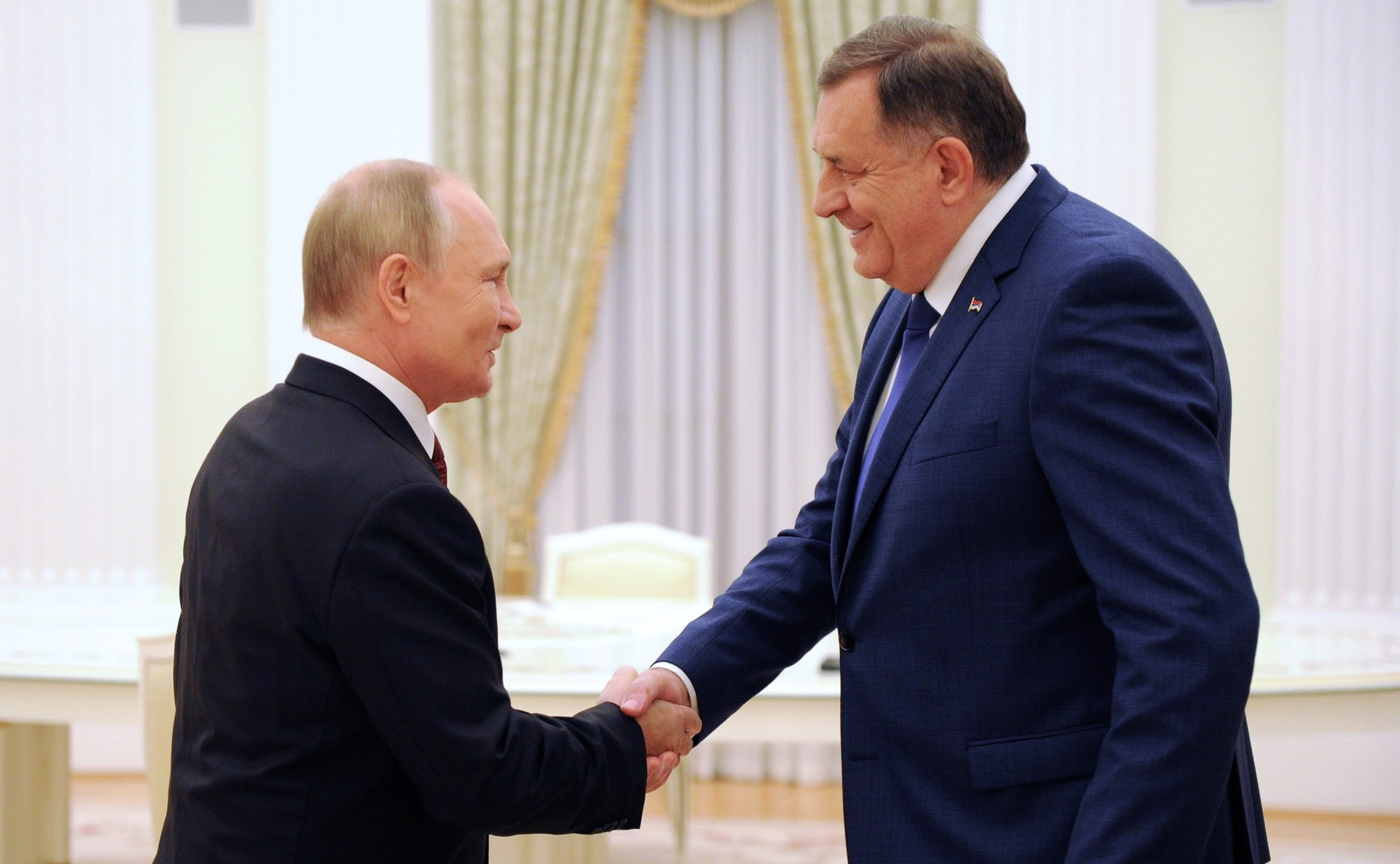
Milorad Dodik et le président russe Vladimir Poutine à Moscou, le 20 septembre 2022.

Soutenus par la Serbie et la Russie les Serbes de Bosnie continuent de nier le génocide et de glorifier les criminels de guerre, ce qui entrave la réconciliation et exacerbe les divisions au sein de la population bosnienne,,. Ils bloquent également des institutions d'État et menacent la sécession de l'entité serbe, ainsi que son annexion à la Serbie.
Le 8 juillet 2015, la Russie, qui se considère traditionnellement comme la puissance protectrice des Serbes, a opposé son veto à un projet de résolution du Conseil de sécurité des Nations unies qui reconnaissait le massacre de Srebrenica comme un génocide, qualifiant le texte d’« agressif, politiquement motivé et non constructif ».
L'extrême droite, très influente en Serbie et dans l'entité serbe de Bosnie, nie avec ferveur les crimes et le génocide, et recourt à divers moyens pour empêcher le retour des réfugiés bosniaques. L'actuel président de la Serbie, Aleksandar Vučić, ancien membre de ce mouvement, a déclaré pendant la guerre de Bosnie : « Si vous tuez un Serbe, nous tuerons 100 musulmans. ». Ses partisans utilisent parfois des slogans et des chants lors des matchs ou dans d'autres lieux, tels que « Couteau, fil, Srebrenica » ("nož, žica, Srebrenica"), faisant référence à la manière dont de nombreux prisonniers civils bosniaques ont été tués par les paramilitaires chetniks à Srebrenica : exécutés avec un couteau, les mains liées avec du fil de fer,.
Les organisations de défense des droits de l'homme en Serbie, telles que le « Comité d'Helsinki pour la protection des Droits de l'Homme en Serbie » dirigé par Sonja Biserko, le « Humanitarian Law Center » fondé par Nataša Kandić, ou encore les ONG comme Zene u crnom, qui luttent depuis des années pour les droits des minorités, contre les guerres et le révisionnisme historique, exigent la reconnaissance du génocide de Srebrenica par les autorités serbes,,. Leur engagement les expose à la haine, aux menaces et aux attaques d'extrémistes qui les perçoivent comme des traîtres au peuple serbe.
Le 14 août 2018, les Serbes de Bosnie ont rejeté le rapport qu'ils avaient élaboré en 2004 et ont décidé de créer une nouvelle commission chargée de réviser ce document concernant les événements entourant Srebrenica. Cette initiative, menée par Milorad Dodik, a été immédiatement et fermement critiquée par la communauté internationale,.
Au cours de 2021, Dodik a continué à nier le génocide de Srebrenica, tout comme les dirigeants politiques en Serbie.
En juillet 2021, le haut représentant international en Bosnie-Herzégovine, Valentin Inzko, décide d’utiliser son pouvoir discrétionnaire pour modifier le code pénal et interdire le déni du génocide Srebrenica et des crimes de guerre qui l'accompagnent. Cette décision entraine la protestation des nationalistes serbes et le blocage des principales institutions du pays,.
La négation du génocide a diminué en 2023, mais elle ne s’arrête pas,.
Malgré les avertissements, déclarations et interdictions de la communauté internationale, y compris la proclamation par l'ONU de l'anniversaire du génocide de Srebrenica en 2024, ainsi que les avis des historiens, des médias et des journalistes, la négation du génocide persiste aujourd'hui, tant dans l'entité république serbe de Bosnie qu'en Serbie. Cela entrave une réconciliation stable et compromet la paix durable dans la région.

## Mémorial de Potočari-Srebrenica
Le mémorial et cimetière de Srebrenica-Potočari a été inauguré par Bill Clinton le 20 septembre 2003. Situé sur l’ancienne base du bataillon néerlandais à Potočari, près de Srebrenica, il se présente sous la forme d'une structure en pierre semi-circulaire où sont gravés les noms des victimes. Il comprend également une petite salle dédiée aux expositions temporaires. Derrière cette structure, s'étend un vaste cimetière avec un immense champ de tombes. À proximité immédiate du cimetière se trouvait une ancienne usine de batteries, où les soldats du bataillon néerlandais étaient logés. Étant donné que de nombreux crimes et meurtres de prisonniers ont été commis dans ces locaux, il a été décidé que ce lieu et ses installations devraient également faire partie du centre commémoratif.
La décision concernant la construction et l'emplacement de ce mémorial et cimetière a été prise par le Haut représentant international en Bosnie-Herzégovine, Wolfgang Petritsch, le 25 octobre 2000. Le mémorial a été érigé malgré l’opposition des principaux responsables politiques de l’entité serbe de Bosnie.
En 2022, 6 671 victimes y sont inhumées.
Sur une pierre figure cette inscription :
In the Name of God The Most Merciful, the Most Compassionate / Au Nom de Dieu, Le Très Miséricordieux, Le Très Compatissant

We pray to Almighty God / Nous prions Dieu Tout-Puissant

May grievance become hope! / Que les griefs deviennent l'espoir !

May revenge become justice! / Que la vengeance devienne la justice !

May mothers tears become prayers / Que les larmes des mères deviennent prières

That Srebrenica / Que Srebrenica

Never happens again / Ne se reproduise jamais

To no one and nowhere! / Pour personne et nulle part !

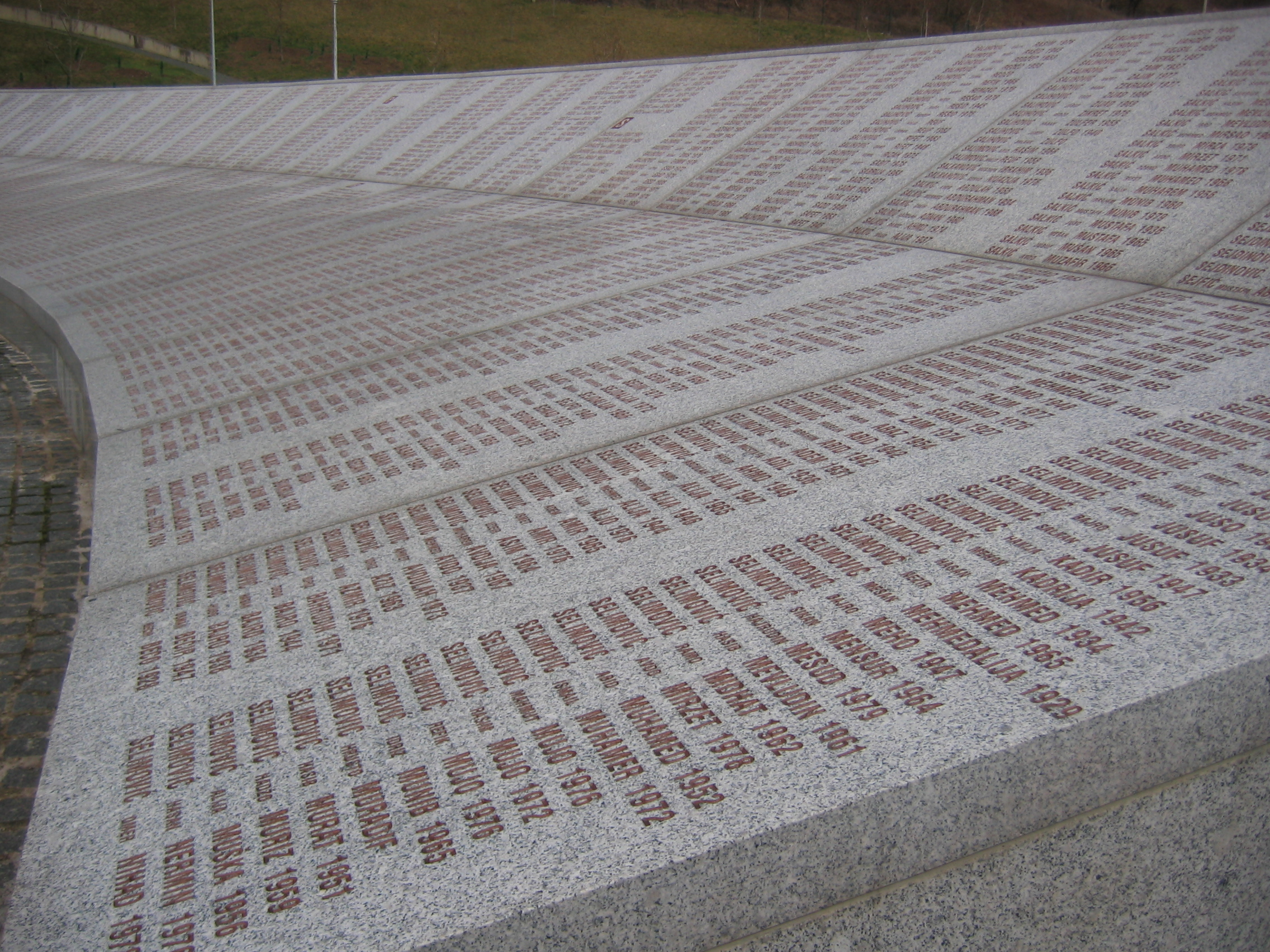
Monument où figure la liste de noms des victimes du massacre.
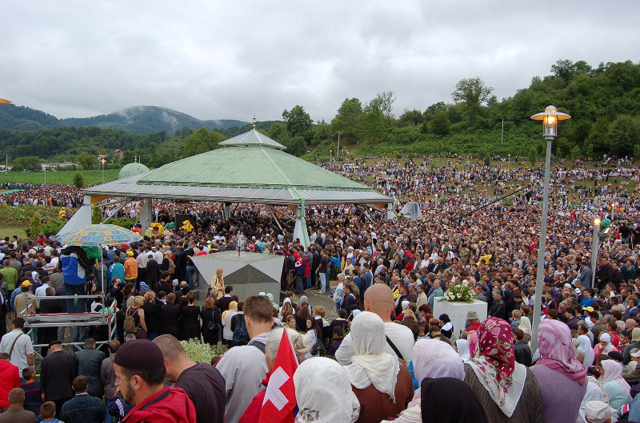
Potočari, 11 juillet 2007.
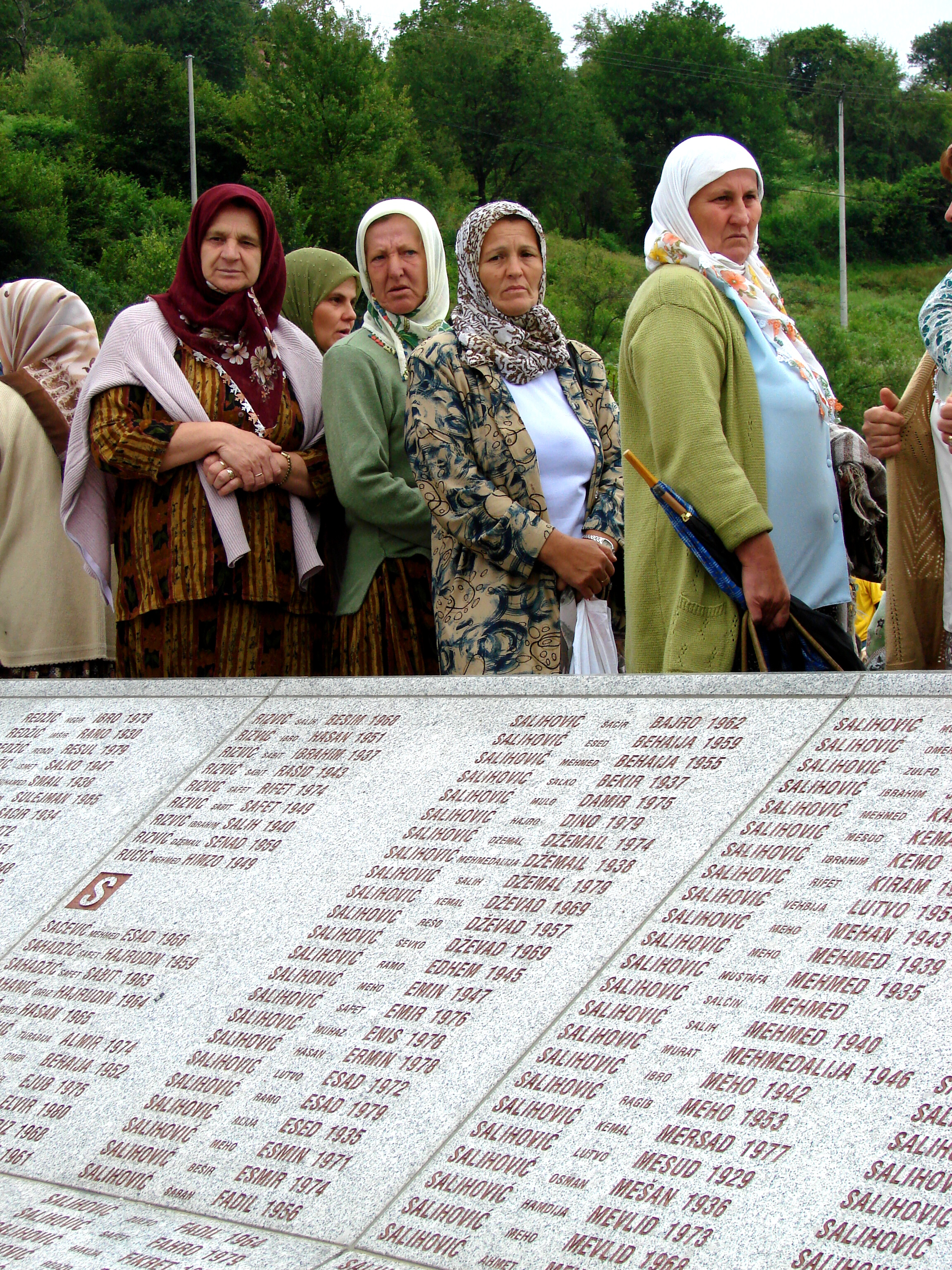
Réinhumation et cérémonie commémorative - juillet 2007.
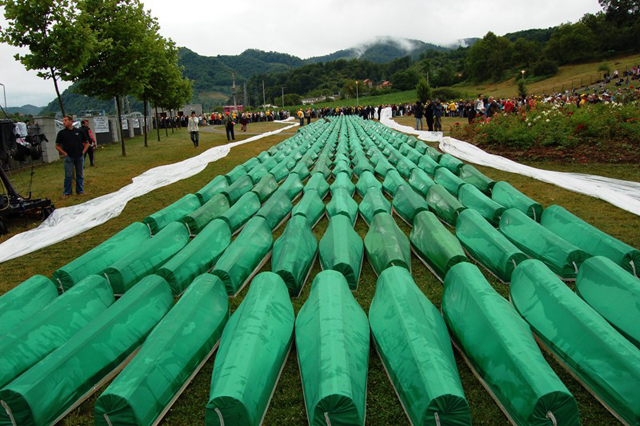
Enterrement de 465 victimes.
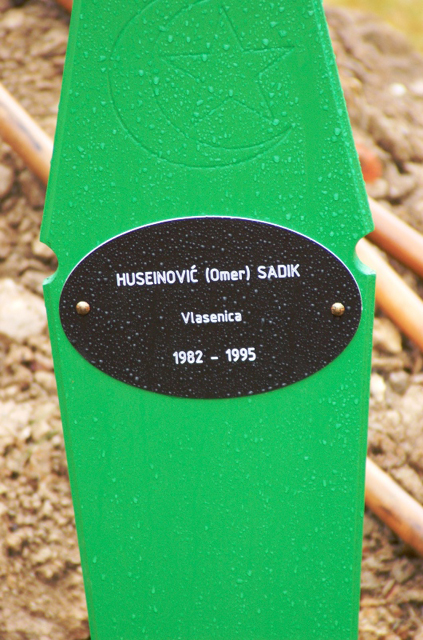
Tombe d’un adolescent âgé de 13 ans.
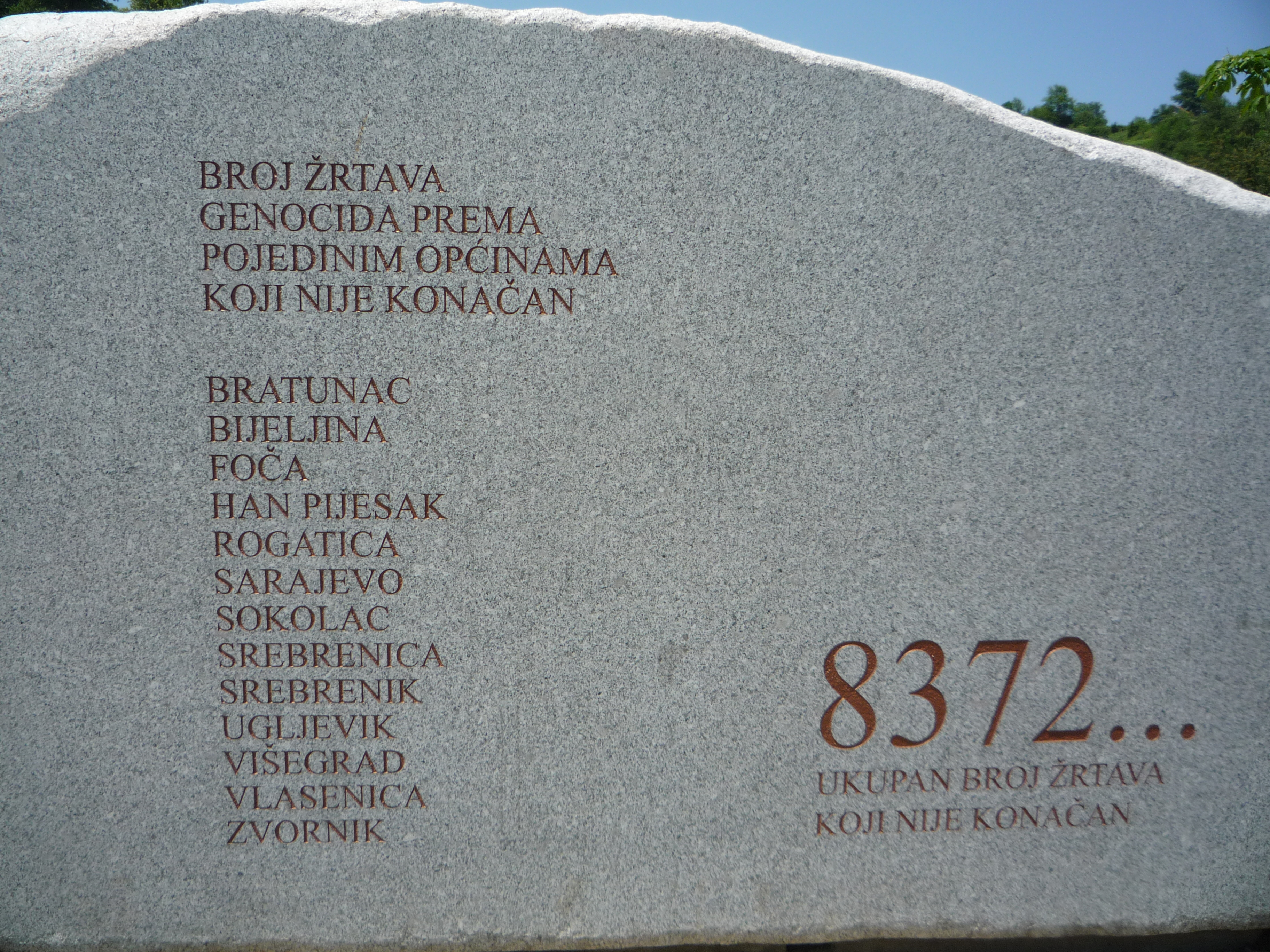
Monument du Mémorial et cimetière de Srebrenica-Potocari.

## Commémoration
Chaque 11 juillet, des dizaines de milliers de personnes se réunissent au mémorial de Potočari pour commémorer le génocide de Srebrenica. Parmi les participants figurent des chefs d'État, des diplomates, ainsi que des représentants de l'Union européenne et de l'ONU,,. La commémoration est suivie de l'enterrement des restes des victimes nouvellement découverts et identifiés au cimetière du Mémorial du génocide de Srebrenica.
Le premier mémorial a eu lieu en juillet 2002 avec environ 20000 participants, et les 600 premières victimes ont été enterrées dans le nouveau cimetière en mars 2003.
L'organisation non gouvernementale de défense des droits de l'homme de Belgrade, Zene u crnom (Femmes en noir), participe à toutes les commémorations du génocide de Srebrenica depuis 2005,,.
Elles expriment leur solidarité avec les victimes, protestent contre la politique de négation du génocide menée par les autorités en Serbie et, avec quelques autres groupes, exigent la reconnaissance officielle du génocide de Srebrenica,.
À l'occasion de l'anniversaire du génocide de Srebrenica, chaque année du 8 au 11 juillet depuis 2005, la « Marche de la Paix » est organisée. Cette marche suit en sens inverse le chemin pris par les hommes ayant fui le génocide en juillet 1995, allant de Nezuk jusqu’au mémorial de Potočari,. Des milliers de participants parcourent cette route : survivants, familles de victimes, membres de la diaspora et marcheurs venus de divers pays, rendant hommage aux plus de 8 000 hommes et garçons musulmans de Bosnie tués par les forces serbes, essayant de préserver la mémoire et de lutter contre l'oubli et le déni du génocide commis,
- En 2016, la rue de Srebrenica a été ainsi nommée à Paris en mémoire de ce massacre.
- En 2024, l'Assemblée générale des Nations Unies a adopté une résolution proclamant le 11 juillet comme Journée internationale de réflexion et de commémoration du génocide commis à Srebrenica en 1995.
- Le 11 juillet 2025, à l’occasion du trentième anniversaire du génocide de Srebrenica, des milliers de personnes se sont rassemblées à Srebrenica ainsi que devant les Nations unies pour honorer la mémoire des plus de 8 000 hommes et garçons musulmans bosniaques tués[248],[249],[250]. Les responsables internationaux — dont l’ONU, l’Union européenne et l’OSCE— ont souligné que ce génocide, reconnu juridiquement, constitue un sombre rappel de l’échec collectif à prévenir de tels crimes. Ils ont appelé à la vigilance contre l’idéologie de haine, à défendre la vérité historique, à condamner la négation de ce génocide et à poursuivre sans relâche la justice pour les victimes et les survivants[251],[252].

### Vidéographie
- Gilles Hertzog, Yves Billy, Srebrenica, une chute sur ordonnance, Zaradoc Films, 2000, 59 min.
- (en) Srebrenica Genocide: No Room For Denial, Chaîne officielle du TPIY sur Youtube, 2018
- (en) Srebrenica: A Cry From The Grave, film documentaire réalisé par Leslie Woodhead en 1999
- « Srebrenica : l'épuration ethnique » [vidéo], sur ina.fr, France2, 12 juillet 1995
- « La chute de Srebrenica » [vidéo], sur ina.fr, France2, 11 juillet 1995
- « Vidéo d'exécutions à Srebrenica » [vidéo], sur ina.fr, France2, juillet 1995
- La Voix d'Aïda, film de 2020 sur le massacre